# Storia della Francia

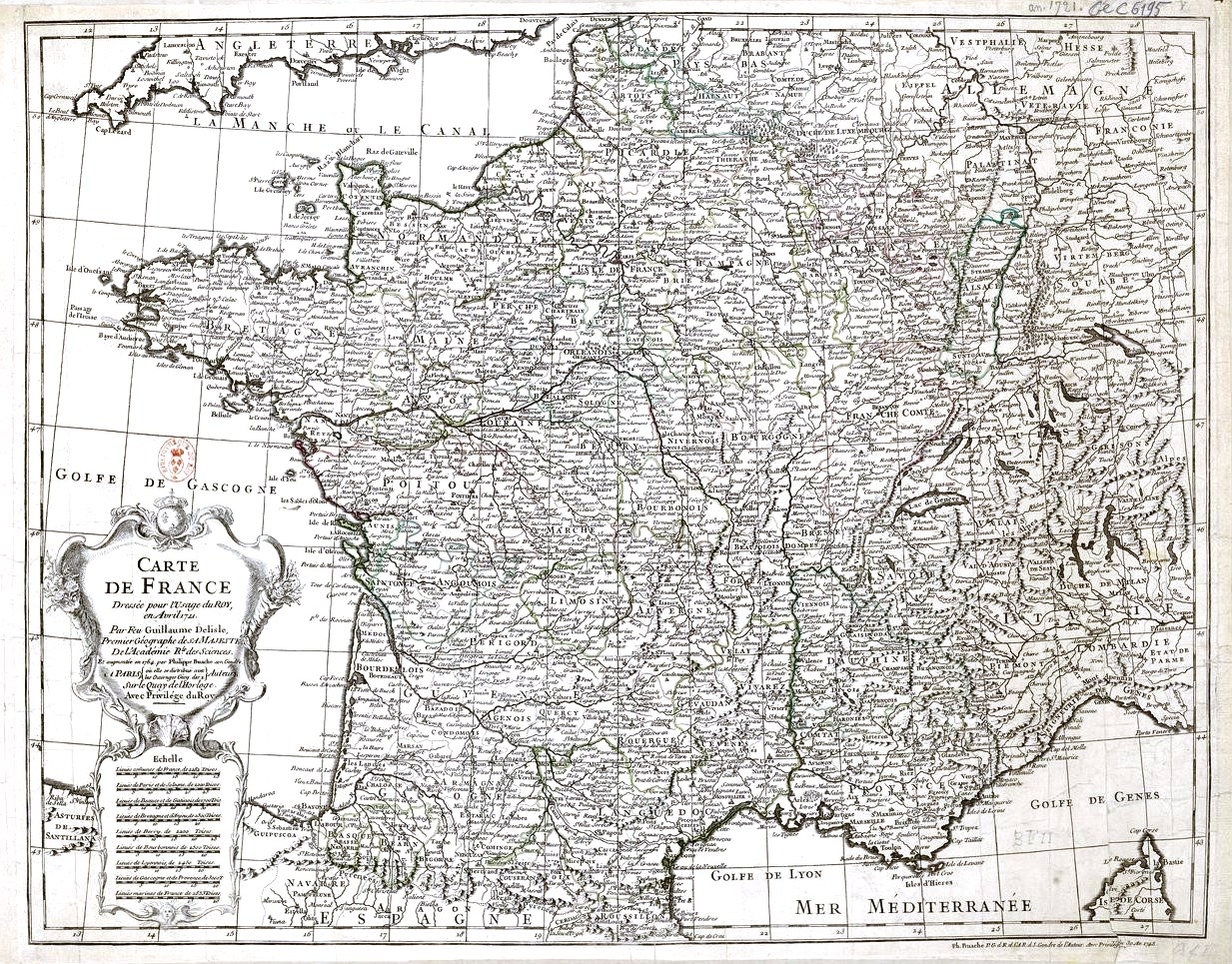
La Francia in una carta del XVIII secolo

I primi documenti scritti che raccontano la storia della Francia apparvero durante l'età del ferro. I territori che oggi sono considerati essere la Francia, ai tempi dei romani, facevano parte della Gallia dove, secondo gli scrittori greci del tempo, vi era la presenza di tre principali gruppi etno-linguistici: i Galli, gli Aquitani e i Belgi. I primi, il gruppo più numeroso e meglio organizzato, era un popolo celtico che si esprimeva in quella che è conosciuta come la lingua gallica.
Nel corso del primo millennio a.C. Greci, Romani e Cartaginesi avevano fondato proprie colonie sulla costa mediterranea e nelle isole al largo della Francia e, alla fine del II secolo a.C. la Repubblica Romana annesse tutta la Gallia meridionale come provincia della Gallia Narbonense mentre la conquista di tutto il territorio venne portato a termine dalle legioni guidate da Giulio Cesare nelle guerre galliche del 58–51 a.C. Successivamente venne ad affermarsi una cultura gallo-romana e la Gallia fu sempre più integrata nell'Impero Romano.
Nei secoli successivi la regione fu soggetta a incursioni barbariche e migrazioni, soprattutto da parte del popolo germanico dei Franchi il cui re, Clodoveo I, riuscì intorno alla fine del V secolo a unire la maggior parte della Gallia sotto il suo dominio, ponendo le basi per il dominio della propria stirpe che continuerà per secoli. Il potere dei Franchi raggiunse l'apice sotto Carlo Magno. Il medievale regno di Francia emerse nella parte occidentale di quello che fu l'Impero carolingio di Carlo Magno riuscendo ad affermarsi sotto il dominio della casata dei Capetingi, fondata da Ugo Capeto nel 987.
Nel 1328, una crisi di successione in seguito alla morte dell'ultimo monarca capetingio di discendenza diretta scatenò una serie di conflitti passati alla storia come "guerra dei cent'anni" dove si affrontarono le casate dei Valois e dei Plantageneti, quest'ultimi detentori del trono d'Inghilterra. La guerra iniziò formalmente nel 1337 in seguito al tentativo di Filippo VI di Francia di prendere il Ducato d'Aquitania dal suo detentore ereditario, Edoardo III d'Inghilterra pretendente Plantageneto al trono di Francia. Nonostante le prime vittorie degli inglesi, inclusa la cattura e il riscatto di Giovanni II di Francia, successivamente gli eventi volsero a favore dei Valois. Tra le figure di spicco della guerra vi fu Giovanna d'Arco, una contadina francese che guidò le forze francesi contro gli inglesi, affermandosi come eroina nazionale. La guerra si concluse nel 1453 con una vittoria dei Valois.
La vittoria ebbe l'effetto di rafforzare il nazionalismo francese e di aumentare notevolmente il potere e l'autorità della monarchia. Durante il periodo dell'Ancien Régime, durato per tutta l'età moderna, la Francia si trasformò in una monarchia assoluta dal potere centralizzato. Al culmine delle guerre di religione francesi, scaturite dalla riforma protestante, la Francia cadde nuovamente in un'altra crisi di successione in cui l'ultimo re dei Valois, Enrico III, si trovò a fronteggiare le fazioni rivali della Casa di Borbone e di Guisa. Enrico di Borbone vinse il conflitto e salì al trono come Enrico IV dando inizio alla dinastia borbonica sul trono di Francia. Nel XVI secolo fu fondato un fiorente impero coloniale mondiale mentre il potere politico della monarchia raggiunse l'apice sotto il governo di Luigi XIV, detto "Il Re Sole".
Alla fine del XVIII secolo la monarchia e le istituzioni ad essa associate furono rovesciate dagli eventi della Rivoluzione francese. Il paese fu governato per un periodo come Repubblica, fino alla proclamazione dell'Impero da parte di Napoleone Bonaparte. Dopo la sua sconfitta nelle guerre napoleoniche, la Francia subì diversi ulteriori cambi di governo: dapprima tornò ad essere una monarchia, poi brevemente si instaurò la Seconda Repubblica a cui succedette il Secondo Impero, fino a quando una Terza Repubblica francese più duratura fu istituita nel 1870.
La Francia è stata una delle potenze della Triplice intesa che combatté nella prima guerra mondiale contro la Germania e le potenze centrali. Nella seconda guerra mondiale fu una delle potenze alleate nella seconda guerra mondiale, ma fu conquistata dalla Germania nazista nel 1940. La Terza Repubblica fu sciolta e la maggior parte del paese si trovò ad essere direttamente controllata dalla Germania ad eccezione del sud in cui si instaurò il governo collaborazionista di Vichy. Dopo la liberazione del 1944, fu istituita la Quarta Repubblica e la Francia andò incontro ad una lenta ma sostanziale ripresa economica. Le lunghe guerre in Indocina e in Algeria prosciugarono le casse francesi e si conclusero con una sconfitta politica. Sulla scia della crisi algerina del 1958, Charles de Gaulle istituì la Quinta Repubblica francese. Negli anni 1960 la decolonizzazione vide la maggior parte dell'impero coloniale francese diventare indipendente, mentre parti più piccole furono incorporate nello stato francese come dipartimenti d'oltremare e collettività. Dalla seconda guerra mondiale la Francia è membro permanente del Consiglio di sicurezza dell'ONU e della NATO; ha svolto un ruolo centrale nel processo di unificazione dopo il 1945 che ha portato all'Unione europea.

## Protostoria e Preistoria
Le prime fonti scritte sui popoli insediati nei territori che divennero l'odierna Francia sono di origine greca. Se Tucidide dedica appena una quindicina di righe della sua poderosa Storia delle guerre del Peloponneso in otto libri, alla fondazione di Marsiglia avvenuta due secoli prima, il suo contemporaneo Erodoto si dimostra più attento alle vicende della Gallia dedicandovi diverse pagine delle sue Storie.
Com'è ovvio, la cultura di provenienza dell'autore fa sì che la fondazione greca sia l'elemento centrale della narrazione; le rare citazioni che trattano del resto della Gallia dimostrano la scarsa conoscenza di tali luoghi e delle popolazioni che li abitavano da parte degli antichi greci. Erodoto si sbilancia nella citazione di varie tribù, ad esempio dei Liguri nella regione marsigliese, ma in generale lo fa senza dare riferimenti precisi sulla loro collocazione; fanno eccezione proprio i Liguri appena citati.
Gli scavi archeologici realizzati a Marsiglia hanno dimostrato che in realtà il sito era attivo anche in epoca antecedente alla "fondazione" greca, ma le attese vestigia "liguri" hanno dovuto cedere il posto ai ritrovamenti di origine celtica che sono stati messi in luce da tali campagne. È ormai noto che il bacino del Mediterraneo presentava già un'attività fervente e che i Focei non erano né i primi, né i soli a operare in quell'area. I Fenici avevano messo piede sulle coste della Gallia già da alcuni secoli, ma la caratteristica discrezione di questo popolo di commercianti ridusse al minimo le tracce del loro passaggio. Eppure oggi è noto che i fenici erano in grado di sfruttare solide vie commerciali in Gallia e che probabilmente potevano contare anche su punti di scambio nella Gallia interna. Per quanto il dibattito storico in proposito abbia ancora toni abbastanza burrascosi, una cosa è certa: furono i Fenici a introdurre in Gallia l'alfabeto e la scrittura, innovazioni che i Galli decisero di non utilizzare.

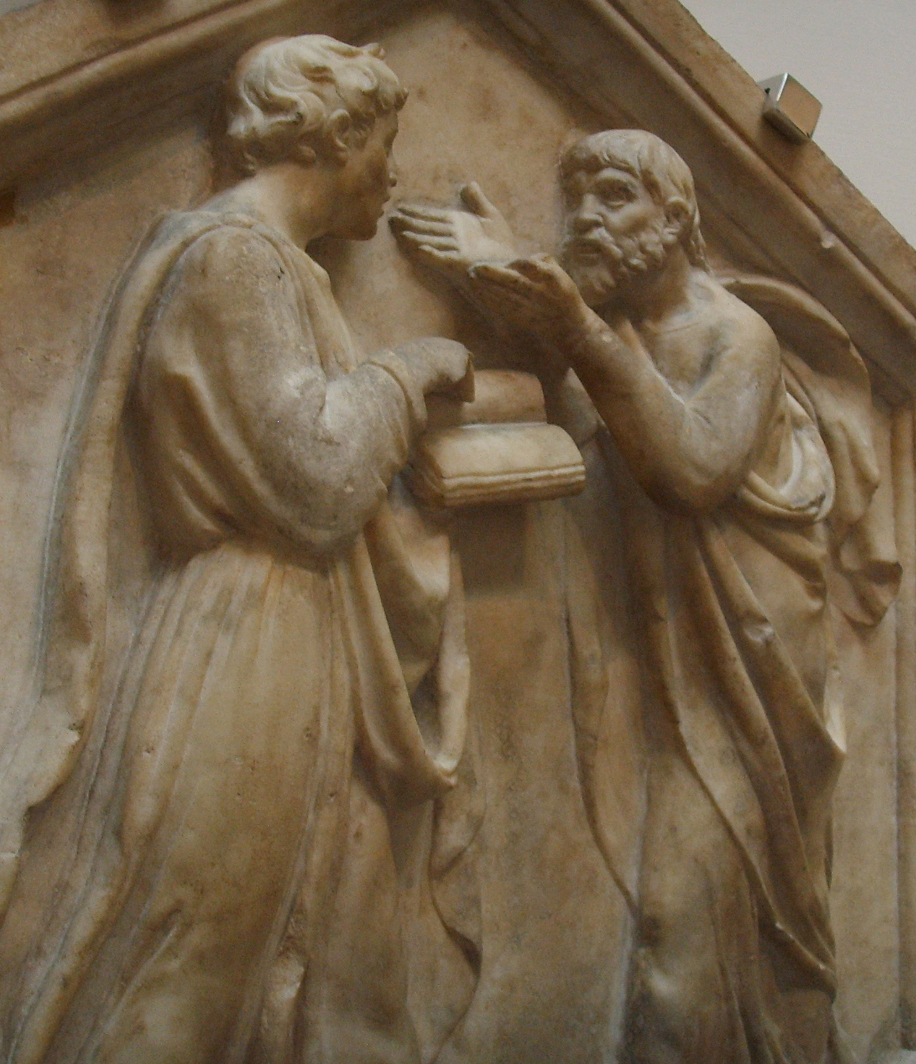
Platone e Aristotele, particolare della formella del Campanile di Giotto di Luca della Robbia, 1437-1439, Firenze

È necessario attendere Aristotele, allievo di Isocrate e Platone (tra il 384 e il 332 a.C.), per trovare nelle fonti la prima menzione dei costumi dei Celti (dal greco Κελτοί, Keltoi), abitanti della regione celtica compresa tra il Rodano e le Alpi. Come la maggior parte degli storici antichi precedenti alla conquista romana, anch'egli insiste soprattutto sulle leggendarie ricchezze del luogo, sul grande valore dei suoi soldati e sui costumi barbari (intesi in senso moderno) di alcuni celti. Si tratta di fonti copiose che continuano tuttavia a mettere in evidenza la scarsa conoscenza della Gallia nel mondo greco. Sia che si tratti di storici che di geografi, gli autori di questo periodo traggono infatti la loro ispirazione da testi già esistenti e non sottopongono mai a una verifica sul campo, attraverso i viaggi, le affermazioni tramandate dai loro predecessori.

### I principati della prima Età del ferro (dall'850 al 450 a.C.)
Le indagini archeologiche consentono di intuire il manifestarsi di disordini di carattere militare e sociale nelle società relativamente stabili del tardo neolitico e dell'Età del bronzo. Tali disordini si possono far risalire circa all'850 a.C. ovvero all'inizio della Età del ferro, come indica il terminus postquem (la data di abbandono definitivo) per molti siti.
Le caratteristiche salienti del periodo sembrano legate al dominio di principati di dimensioni relativamente estese, retti da un'aristocrazia di stampo guerriero. Questi principi e principesse della celtica organizzavano le proprie sepolture con armi e carri cerimoniali, come nel caso della Tomba di Vix nella Côte-d'Or (Borgogna) e di Hochdorf nel Württemberg. La scoperta delle tombe ha inoltre rivelato la presenza di oggetti di lusso provenienti da vari Paesi che si affacciano sul Mediterraneo, tra cui l'Egitto, il che testimonia il carattere commerciale della ricchezza di tali ceti aristocratici.

Croce celtica

Intorno al 600 a.C. sulla costa del Mediterraneo, in un'ansa del fiume Lacydon, venne fondata la colonia commerciale di Massalia (Marsiglia) ad opera di marinai originari di Focea, città greca dell'Asia Minore. Prima e dopo tale data videro la luce altre colonie dello stesso tipo, in particolare nella zona costiera (Antibes è del 680 a.C.). Marsiglia assunse tuttavia un ascendente decisivo sulle città rivali intorno al 550 a.C., grazie all'afflusso massiccio di esuli focei conseguente alla presa di Focea da parte dei Persiani. Rafforzata da tale sostegno, la città tentò per diversi secoli di mantenere un proprio ruolo autonomo tra vicini pericolosi quali i Celti, i Cartaginesi, gli Etruschi e infine i Romani. Dopo qualche illusione iniziale, fu però presto soverchiata dagli avversari e già dal IV secolo a.C. rientrò nei ranghi accontentandosi di un ruolo del tutto subalterno a Roma.

### I Celti (dal 450 a.C. al II secolo a.C.)
Tra il 450 e il 400 a.C. ebbero nuovamente luogo dei cambiamenti importanti in campo artistico e probabilmente anche politico. In tale periodo, che viene tradizionalmente considerato l'inizio della fase gallica in senso stretto, fece la sua comparsa nello spazio geografico francese la cultura di La Tène propriamente detta. Pur essendo ancora vivo il dibattito sulla interpretazione dei cambiamenti rilevati dalle indagini archeologiche, è tuttavia molto poco probabile che tale evoluzione sia da attribuirsi a una forma di "invasione", in quanto tale periodo è segnato in particolare dalla potenza militare dei Galli. Questi gruppi di conquistatori, in particolare Brenno (da non confondersi con l'omonimo del secolo successivo, autore del sacco di Roma), si spingevano con incursioni sino in Grecia (si pensi al cosiddetto sacco di Delfi, nel corso delle spedizioni celtiche nei Balcani) e in Asia Minore (l'odierna Turchia), dove i Galati si stabilirono nella regione che prese nome Galazia, ove fondarono la città di Ancyra (Ankara). Si tratta del noto "Metus gallicus" che gelava il sangue nelle vene dei Romani. Le incursioni galliche avevano un carattere violento e terminavano con il pagamento di un forte riscatto: "Vae victis!" (Guai ai vinti!) era la frase attribuita al capo gallico Brenno. La stessa Roma, cittadina ancora di modesta importanza, venne colpita nel 387 o nel 390 a.C., dopo la battaglia del fiume Allia, da un'incursione nota come sacco di Roma. Marsiglia, che era alleata di Roma, contribuì al pagamento di una parte del riscatto preteso da Brenno.
Si trattava inoltre di un periodo di espansione, destinato a portare vari popoli gallici a imporsi in Gran Bretagna, in Spagna e nell'Italia settentrionale. Si ritrovano infatti gli Atrebati (da cui Arras) nel Sussex, dei Parisi (nella zona di Lutetia, l'attuale Parigi) nello Yorkshire, dei Senoni (da cui Sens) sull'Adriatico, dei Cenomani (da cui Le Mans) in Lombardia, dei Lingoni (da cui Langres) lungo il Po. Non è dato sapere se tali coincidenze nei nomi sono legate a movimenti migratori oppure ad attività di conquista da parte di piccoli gruppi che impongono il proprio nome alle popolazioni locali. Tali toponimi rimarranno legati ai territori e ai capoluoghi delle città galliche sino ai giorni nostri. La grande maggioranza delle città gallo-romane del basso impero assunse nuovamente il nome del popolo di cui era un tempo capitale; tale nome è ancora conservato nella forma francese moderna, sia per le città che per il territorio in cui si trovano: Biturigi (da cui Bourges): Berry, Petrocori (da cui Périgueux): Périgord, Namneti (da cui Nantes): Nantais, Bellovaci (da cui Beauvais): Beauvaisis, Turoni (da cui Tours): Touraine, Abrincati (da cui Avranches): Avranchin, Ruteni (da cui Rodez): Rouergue, e così via.

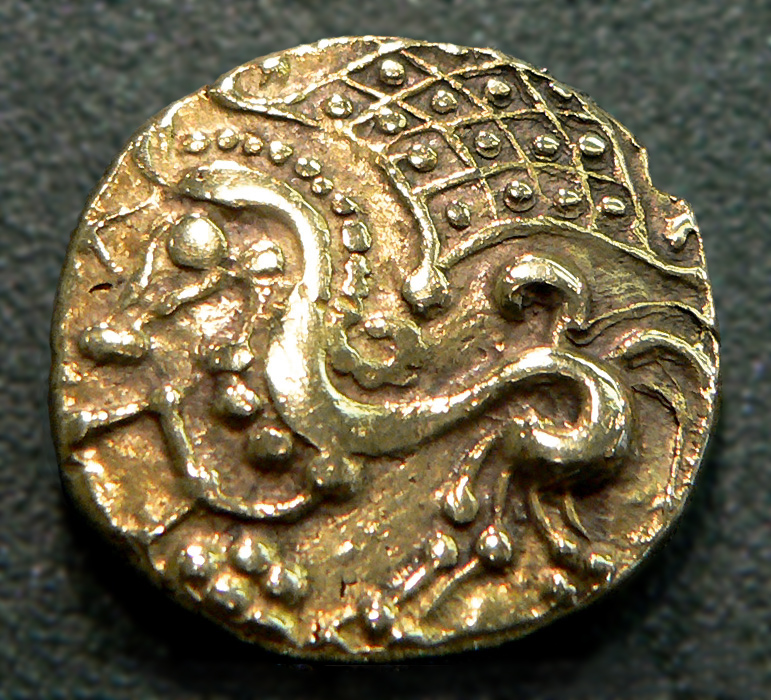
Moneta gallica: statere in oro rinvenuto presso Parigi (recto)

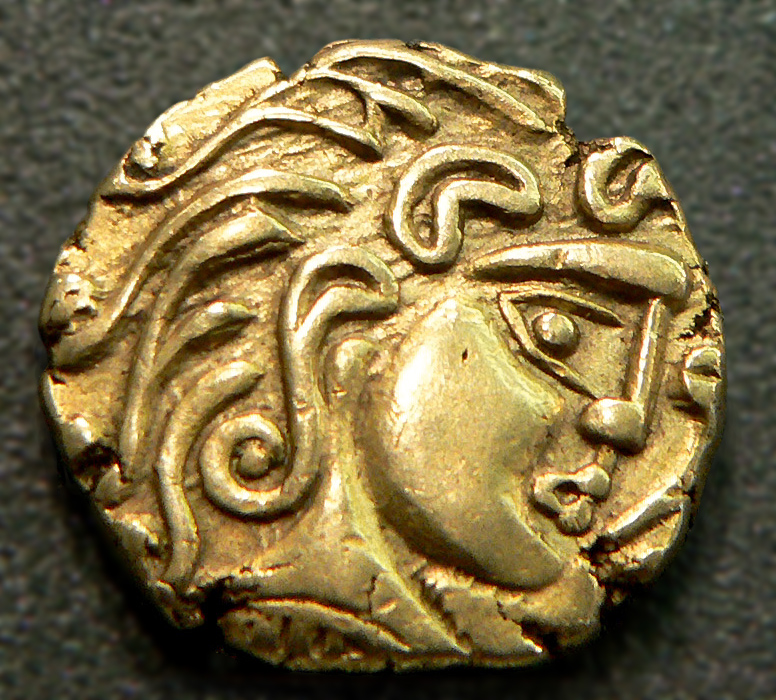
Moneta gallica: statere in oro rinvenuto presso Parigi (verso)

I territori di queste città formarono in seguito la struttura amministrativa di base dell'impero romano in Gallia. Successivamente anche le diocesi cristiane ne ripresero i nomi e i confini senza modifiche rilevanti fino alla Rivoluzione francese.
Contrariamente all'immagine tradizionale, ereditata dagli autori antichi, e all'immagine moderna che si è per molto tempo appiattita sulla considerazione dei Galli come barbari, le conoscenze odierne sembrano mostrare che la civiltà gallica, e più in generale, celta, nel suo periodo di massima espansione fosse particolarmente florida. Indicazioni come l'apparizione di vere e proprie città fortificate (oppidum) di dimensioni di gran lunga superiori alle fortezze dei periodi precedenti, o ancora l'uso della moneta, sono dei tratti caratteristici di una civiltà non poi così lontana da quelle presenti in gran parte della penisola italica attorno al V o al IV secolo a.C.

### Il periodo dell'indipendenza gallica (II – I secolo a.C.)
La prima attestazione del termine latino Galli in riferimento alle popolazioni galliche risale a Catone (circa 168 a.C.), che se ne servì per indicare gli abitanti della Celtica che avevano invaso la pianura padana: ovvero gli abitanti della Gallia cisalpina. Secondo tali fonti latine, in quel periodo le monarchie e oligarchie galliche sembrano cedere il potere a dei magistrati di origine elettiva detti vergobret. Le istituzioni galliche sembrano tuttavia ben più antiche, trovando le loro origini nelle prime comunità galliche d'epoca pre-romana.
I contributi che la Gallia ha apportato alla civiltà romana della tarda repubblica e poi dell'Impero non furono numerosi sotto il profilo linguistico ma piuttosto consistenti nell'artigianato e nell'arte militare (ad esempio, ne fanno parte la botte, la spada, la cotta di maglia e il sapone). Se si considerano l'anfora, la toga drappeggiata e le terme come altrettanti pilastri dell'Antichità, si nota che essi furono affiancati, in tarda età imperiale, dal barile, dal pantalone e dal sapone gallici.

## Antichità

### La fine dell'indipendenza gallica (dal 125 al 51 a.C.)
Le regioni sud-orientali della Francia, in particolare la Linguadoca e la Provenza, che erano chiamate "Gallia togata" in ragione dell'avanzato stato di romanizzazione alla fine dell'indipendenza, vennero conquistate dai Romani già prima della fine del II secolo a.C. Si tratta della provincia romana detta Gallia Narbonese, che si stende dai Pirenei alle Alpi passando per la valle del Rodano. Tali territori furono posti sotto il controllo di Roma in seguito all'atteggiamento ambiguo tenuto dai Galli nel corso delle guerre puniche, teatro dello scontro tra Roma e Cartagine.
Con il pretesto di fornire aiuti militari a Marsiglia, il generale romano Sextio Calvino conquistò i territori dei Salluvi costringendone il re alla fuga. Il nome romano si conserva oggi in quello della città di Aix-en-Provence (in latino Aquae Sextiae, "le acque di Sextio"), mentre quello della capitale dei Salluvi (che domina la città, sita sull'altopiano di Entremont, verso Nord) è andato perduto.
Nell'agosto del 121 a.C. i Romani, guidati dal console Fabio Massimo si scontrarono con un'alleanza di Arverni e Allobrogi presso la confluenza dell'Isère. Il pretesto dell'attacco verso questi ultimi, in effetti, fu proprio quello di aver dato asilo al re dei Salluvi. Il sovrano arverno Bituito venne fatto prigioniero e portato a Roma per partecipare al trionfo. Nello stesso momento gli Edui, un altro popolo gallico che si opponeva alla egemonia arverna, venivano ricevuti presso il Senato romano e proclamati "amici di Roma". Dopo questa sconfitta dei Galli, il resto dei territori situati a Sud e a Est dei monti Cevenne vennero sottomessi in breve tempo.

Vercingetorige davanti a Cesare

Intorno all'80 a.C., tuttavia, un capo gallico chiamato Celtillo, padre del futuro Vercingetorige, tentò di restaurare un potere dinastico nei confronti degli Arverni, analogo a quello del periodo di Luernio e Bituito. Il tentativo fallì e Celtillo venne arso vivo per mano dell'aristocrazia arverna. Il fratello di questi, Gobannitio, sembra essere stato il principale oppositore di questa manovra; è noto, infatti, che dopo la morte di Celtillo egli acquisì il predominio presso il suo popolo.

#### Le Guerre galliche
È necessario attendere il 58 a.C. perché l'ambizione personale di Giulio Cesare e la minaccia della pressione germanica sui Galli portino a un nuovo sconvolgimento degli equilibri politici. Il pretesto dell'intervento romano, in questo caso, fu la migrazione degli Elvezi; tali popolazioni, messe in fuga dalle incursioni dei Germani, tentarono di stabilirsi in Gallia (nel territorio dell'odierna Vandea) scatenando la collera di altri popoli gallici tra i quali gli Edui. Giulio Cesare, nominato poco tempo prima proconsole delle Gallie, fece quindi irruzione a Nord del Rodano al comando delle proprie legioni. Per legittimare la propria azione, fece ricorso a un senatoconsulto del 61 a.C. in cui si prometteva assistenza al popolo eduo.

##### La rivolta gallica e la vittoria di Cesare ad Alesia
La guerra fu lunga e cruenta; nel gennaio del 52 a.C., con l'avvento al potere di Vercingetorige, gli Arverni e i popoli loro clienti si sollevarono contro l'esercito del proconsole. Giulio Cesare si trovò in una situazione di grave crisi di fronte alla determinazione dei Galli, la cui sollevazione aveva ormai assunto un carattere quasi generale. La vittoria romana venne conseguita grazie a una politica di assedi, incendi e più in generale di "terra bruciata" che riuscì a fiaccare l'impeto disorganizzato dei popoli gallici.
La Gallia comata conquistata da Giulio Cesare con le guerre galliche tra il 58 e il 51 a.C., data in cui cadde l'oppidum di Uxellodunum, ci è nota soprattutto attraverso l'opera del più autorevole protagonista del campo romano, lo stesso Giulio Cesare: il De bello Gallico. Si tratta tuttavia di un testo da valutare con le dovute precauzioni, in quanto costituisce prima di tutto un manifesto politico. Fu proprio grazie al trionfo sul terror gallicum e alla capacità di sfruttare alla perfezione tale vittoria storica in termini politici che Giulio Cesare divenne "la" personalità principale dell'antichità.

### La Gallia romana

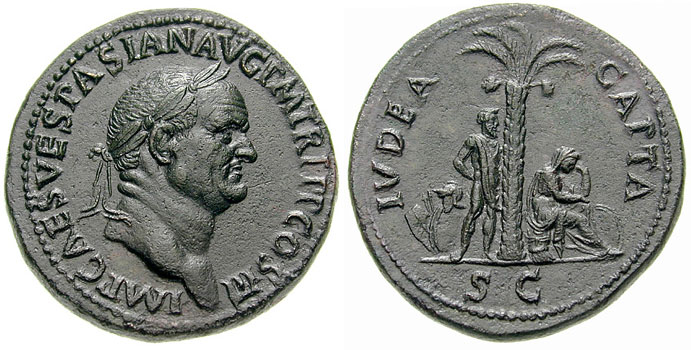
Sesterzio di Vespasiano, coniato nel 71 d.C. per celebrare la vittoria nella prima guerra giudaica; il rovescio della moneta reca la scritta IVDAEA CAPTA, "Giudea conquistata"

I processo di romanizzazione e di pacificazione sembrano essere stati relativamente rapidi, quantunque non facili. Lo storico latino Giuseppe Flavio, anch'egli convertito allo stile di vita romano, porta i Galli ad esempio in questo settore, facendo notare che essi avrebbero avuto le risorse militari adeguate a cacciare i Romani.
La romanizzazione delle élite fu pressoché immediata; il fenomeno fu reso più forte dalla redazione delle Tavole di Lione, con le quali l'imperatore Claudio garantì ai Galli l'accesso al Senato romano. Anche alcune testimonianze epigrafiche suggeriscono che vari druidi divennero romani dopo la conquista, forse per opportunismo o per paura di rappresaglie, essendo stata vietata la loro dottrina. In ogni caso, il sincretismo romano diede origine a una vera e propria "Gallia romana". Gli archeologi e gli storici hanno quindi adottato il termine gallo-romani per indicarne gli abitanti nel periodo successivo alla conquista, benché tale termine non sia mai stato utilizzato dai contemporanei, che continuarono a identificarsi come "Galli".
Nel 21 d.C. l'imposizione di nuove misure fiscali spinse alla rivolta diversi popoli gallici, tra cui gli Andecavi e i Turoni. Un eduo di nome Giulio Sacroviro si mise alla testa dei contadini insorti nella regione di Nevers e fronteggiò le truppe romane con gli ausiliari galli di cui era al comando. Sconfitto, si diede la morte immolandosi.
Nel 69 il batavo Gaio Giulio Civile sollevò le sue truppe in Belgio, durante la lotta per l'Impero che opponeva Vitellio e Vespasiano. Il lingone Giulio Sabino, un capo gallo assistito da due ufficiali treveri, riuscì a sconfiggere tre legioni romane di stanza lungo il Reno. Dopo aver spezzato le Tavole di Lione, si fece proclamare "Cesare" ma venne ben presto sconfitto dai Sequani. Catturato dai romani dopo essersi dato alla macchia per nove anni, venne ucciso mediante supplizio insieme alla sua sposa.
Questo episodio che testimonia di un'opposizione tra diversi popoli gallici – Sabino era anch'egli alleato di alcuni Germani – è da intendersi più come una indicazione di disordini interni che non della volontà di mettere fine a una qualsiasi dominazione romana. La pace che seguì tali sollevazioni – se si trattò di "pace armata" – venne mantenuta sino ai disordini della metà del III secolo.

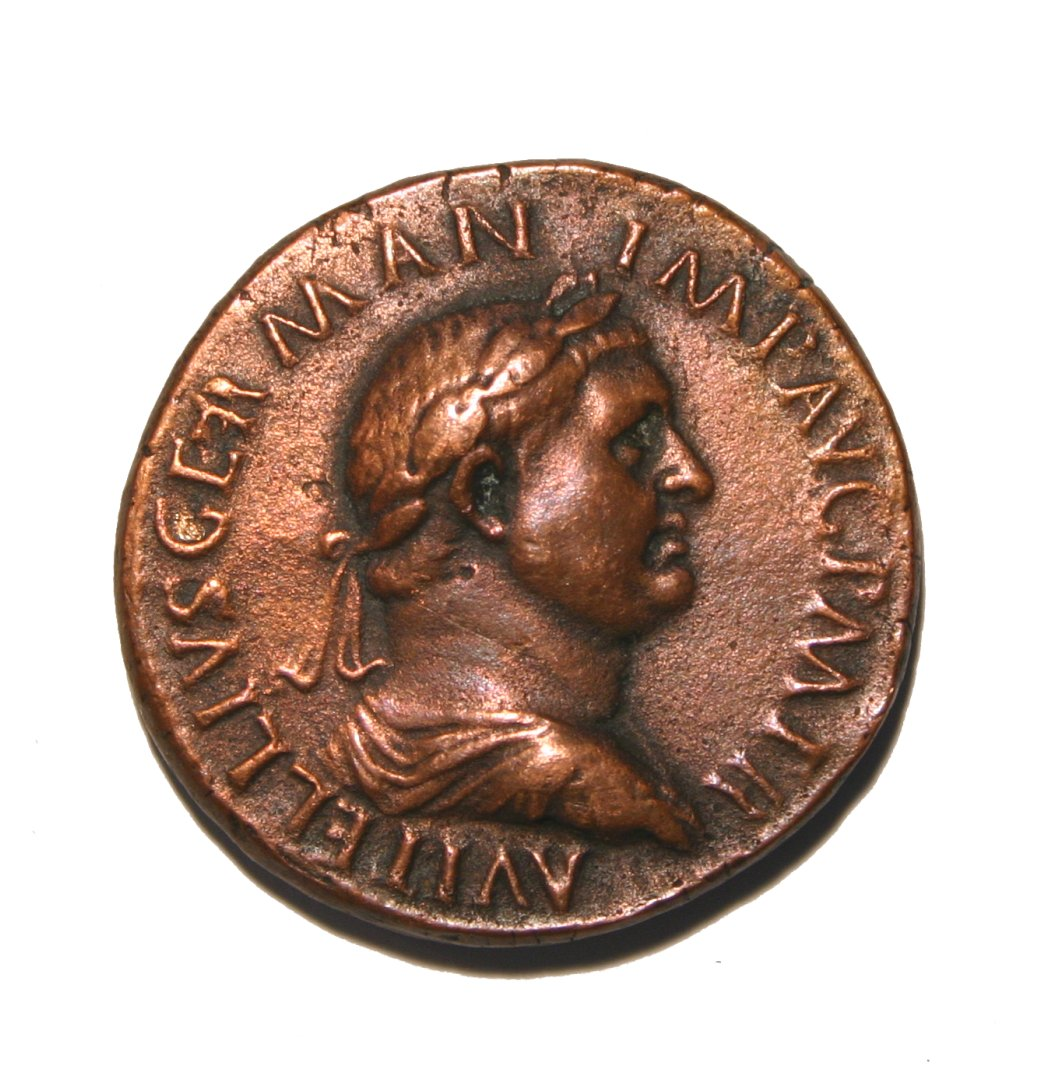
Aulo Vitellio Germanico, imperatore romano, raffigurato in una moneta del 69 d.C.

Queste "rivolte" sono state in effetti per lungo tempo presentate in chiave nazionalista; è probabile che dopo gli orrori della guerra (che potrebbe aver causato fino a un milione di morti) la maggior parte dei popoli gallici aspirasse alla pace, di cui i Romani erano i nuovi garanti. Inoltre, il regime era relativamente piacevole per le élite galliche, che seppero approfittare con rapidità dei benefici legati alla romanità (divertimenti, cultura, agi, ecc.) vedendo al contempo confermate le proprie prerogative al servizio di Roma.
Lo storico Michel Reddé mostra come la tradizione guerriera dell'aristocrazia gallica sia stata utilizzata con profitto, dapprima per assicurare la pace interna (gli equites della rinomata cavalleria gallica conservarono i propri equipaggiamenti e le proprie tradizioni, mantenendo l'uniformità di reclutamento all'interno di uno stesso popolo per ciascuna delle ali e riconoscendo ad alcuni capi il privilegio di battere moneta, come accadde per il sequano Togirix), in seguito nell'ambito dell'impresa che porterà alla conquista della Germania.
In effetti, le truppe romane destinate alla pacificazione della Gallia vennero trasferite a guardia del limes (lungo il Reno e il Danubio) che protesse efficacemente la Gallia per ben tre secoli; già verso il 12 a.C. l'esercito romano non era più presente entro i confini della Gallia.

### Le crisi del III secolo
Mentre in vari luoghi dell'Impero la crisi del III secolo consentiva alle spinte secessioniste di coagularsi, verso la metà del III secolo Franchi e Alamanni varcarono il Reno per darsi al saccheggio della Gallia (258). Per quanto effimero e privo di carattere nazionale, in questo contesto vide la luce il cosiddetto Impero delle Gallie ad opera del generale Postumo (260). Questi fu però ben presto ucciso dalle sue stesse truppe (268) e la secessione delle province galliche venne repressa da Aureliano nel 273.
Nello stesso periodo, lo stato di crisi economica e sociale spinse delle bande di bagaudi in rivolta contro l'autorità imperiale a rifugiarsi nelle regioni boscose o meno popolate. L'Impero romano riuscì a superare la crisi e presentarsi con maggior forza sotto Diocleziano (284 – 313 o 316) grazie all'istituzione della Tetrarchia e la resistenza dei bagaudi gallici venne fiaccata proprio da Massimiano, generale di Diocleziano e futuro imperatore.

### Le invasioni germaniche (406 – VI secolo)

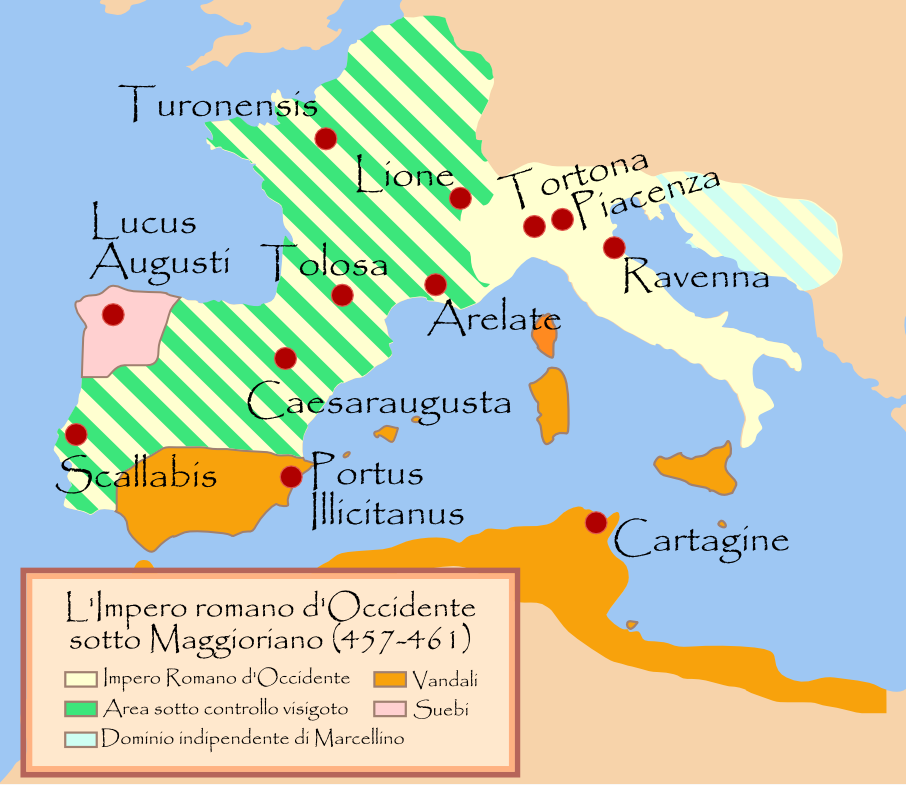
Il regno dei Vandali nel 457-461

Nella notte del 31 dicembre 406 l'Impero romano subì un'importante invasione; favoriti dal gelo che aveva chiuso nella sua morsa le acque del fiume, gruppi di Vandali, Suebi, Alani e altri popoli germanici varcarono in massa il limes imperiale attraversando il Reno ghiacciato.
Nonostante gli sforzi e i buoni risultati militari di Flavio Ezio contro gli invasori, il potere imperiale in Gallia continuò a perdere terreno e i quadri dell'Impero a disgregarsi fino al trasferimento del potere politico nelle mani dei "re"; questo processo proseguì sino alla caduta dell'Impero romano d'Occidente (476)
Nel frattempo, sin dalla metà del III secolo altri popoli barbari avevano iniziato a stabilirsi nei territori imperiali. Durante il IV secolo, erano presenti in Gallia con status diversi – talvolta sotto forma di federazione (fœderati), talvolta come coloni (laeti). Fu in particolare l'esercito romano a subire l'influenza barbara: i ricchi possidenti gallo-romani dovettero venire a patti con i capi barbari delle fazioni rivali già da prima della scomparsa del potere imperiale romano.
Nel V secolo Childerico, uno di tali barbari divenuto re (rex) dei Franchi salii, consolidò in modo stabile il potere militare del suo popolo sui territori situati a Nord della Loira mediante delle campagne militari al servizio del nuovo magister militum Egidio contro i Visigoti, poi al fianco del suo successore Paolo contro i Sassoni e infine contro gli Alamanni, rafforzando il regno dei Franchi. Alla morte di Paolo, Childerico sembrò conquistarsi un ruolo di difensore del clero cattolico, forse grazie ai rapporti che stabilì a Parigi, dove risiedette spesso, con santa Genoveffa.La dinastia regale dei Franchi ebbe origine dai Salii (si parla infatti di stirpe salica) gravitanti attorno a Tournai. Dal semileggendario Meroveo (secondo la tradizione germanico-pagana di discendenza divina) era nato Childerico I, da cui nacque nel 454 Clodoveo, vero fondatore di quella che si chiamò poi dinastia dei merovingi. Salito al potere nel 481, egli coalizzò le tribù dei Franchi e iniziò una politica di espansione a spese di Alemanni, Turingi, Burgundi (con i quali stese un'alleanza) e Visigoti (della Gallia del Sud, dove furono stanziati fino al 507, quando furono costretti a varcare i Pirenei), occupando anche l'ultima enclave romana (Regno di Soissons) di Siagrio, nella valle della Senna.
Nel 464, alla morte di Egidio, gli successe il figlio Siagrio "mantenendo in tal modo questa porzione distaccata dell'Impero come bene personale e facendosi attribuire il titolo di re dei Romani". Childerico tornò allora in Belgio per difendere la frontiera dagli attacchi degli Alemanni. Alla sua morte, nel 481, divenne re dei Franchi Clodoveo, il suo unico figlio.

## Medioevo

### I Merovingi (V – VII secolo)

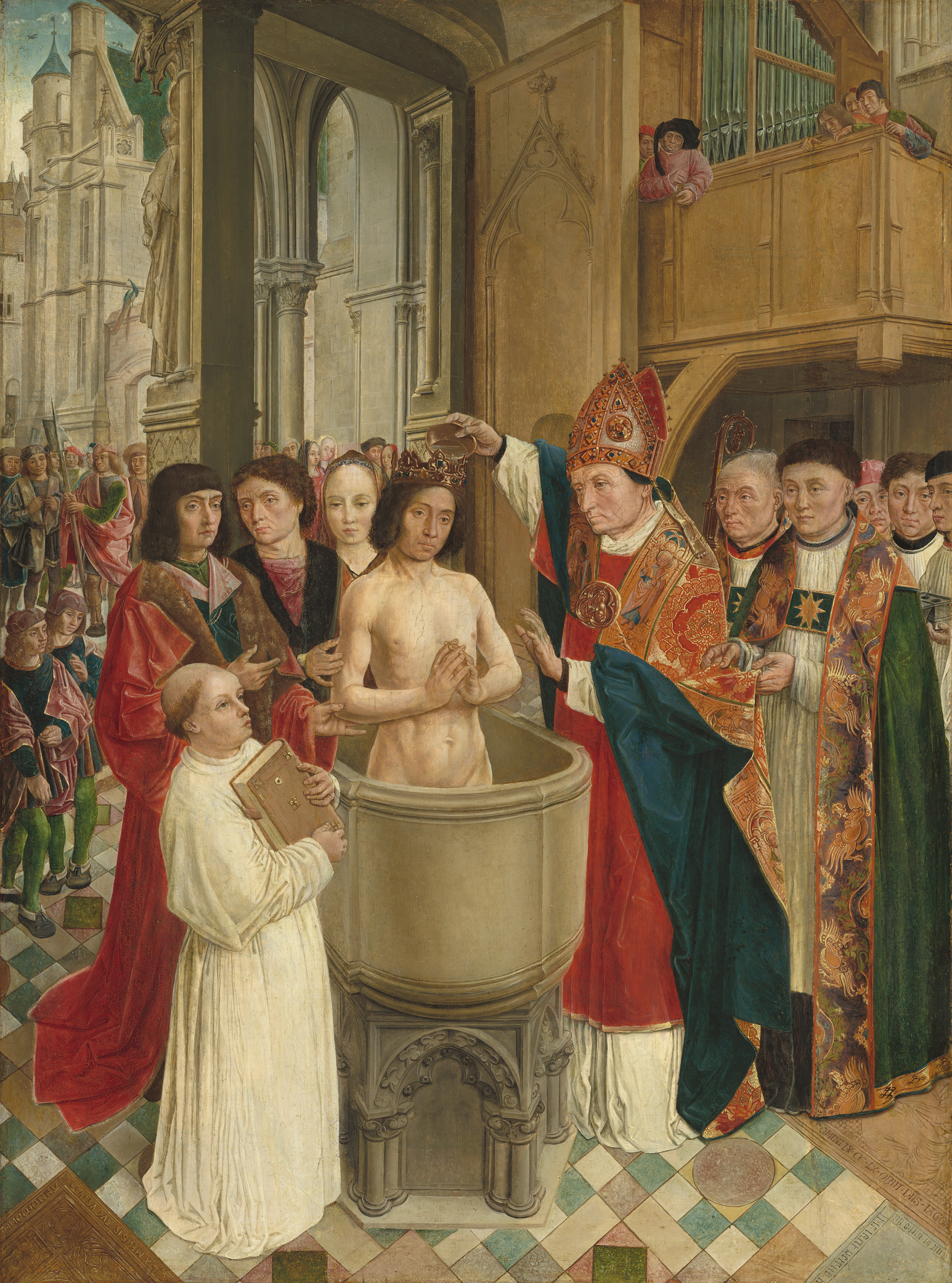
San Remigio battezza Clodoveo

Dopo la scomparsa dell'ultimo imperatore d'Occidente nel 476, i successi militari e politici e la conversione al Cristianesimo del loro re Clodoveo (circa 496-498) consentirono ai Franchi occidentali di conquistare praticamente tutta la Gallia. Uno dei fattori del loro successo fu l'adesione dei sovrani alla religione cristiana, condivisa dalla potente aristocrazia gallo-romana; viceversa, gli altri popoli barbari stabilitisi nell'Europa occidentale (quali ad es. Burgundi e Visigoti) professavano l'arianesimo. Si tratta tuttavia di un concetto da affrontare con prudenza. La conversione eccezionale di Clodoveo, che ricevette il battesimo dal vescovo Remigio di Reims, venne sfruttata dai Capetingi, in epoca molto successiva, per attribuire alla Francia il titolo di «figlia primogenita della Chiesa». Clodoveo fu anche il fondatore della dinastia dei merovingi, la prima duratura costituitasi sul territorio dell'attuale Francia.
Contrariamente a un'idea diffusa, Clodoveo non tentò di germanizzare la Gallia; fece al contrario leva sulle attribuzioni che gli derivavano dall'autorità romana, come i titoli di patrizio e di console. Il suo titolo di re venne confermato dall'imperatore di Bisanzio e dal Papa. Simbolo della simbiosi tra Gallo-Romani e Franchi, tra il 508 e il 510 Clodoveo fece adottare una legge che stabilisce una rigida eguaglianza tra le due componenti del suo popolo; inoltre, pone fine alla schiavitù in senso antico. I Franchi consideravano il proprio regno trasmissibile per via ereditaria e così Clodoveo lo divise tra i suoi quattro figli, cosa che in breve causò una guerra tra di loro. In questo modo la geografia politica del territorio evolse in funzione di guerre, crisi e successioni: il regno venne, infine, disgiunto tra Neustria e Austrasia che divennero, insieme alla Borgogna conquistata dai figli di Clodoveo, le maggiori divisioni politiche che caratterizzeranno la "Gallia" tra il VI secolo e il VII secolo.
Sotto i Merovingi continuò il periodo di regressione già da tempo iniziato nel Basso Impero: la popolazione continuò a diminuire per colpa delle epidemie, in particolare di peste mentre la disorganizzazione legata ai numerosi conflitti contribuì alla scomparsa degli artigiani specializzati che avevano reso famosa la Gallia romana. Le strade romane non vennero più mantenute e il raro trasporto di merci avveniva soltanto via fiume. I grandi affari si fermarono quasi completamente e un'economia autarchica incentrata sui grandi latifondi, i vici, divenne predominante. Molti contadini persero la loro libertà perché "si consegnarono" ai potenti in cambio di protezione. Il termine "franco" finì per designare uomini liberi, siano essi di origine germanica o gallo-romana.

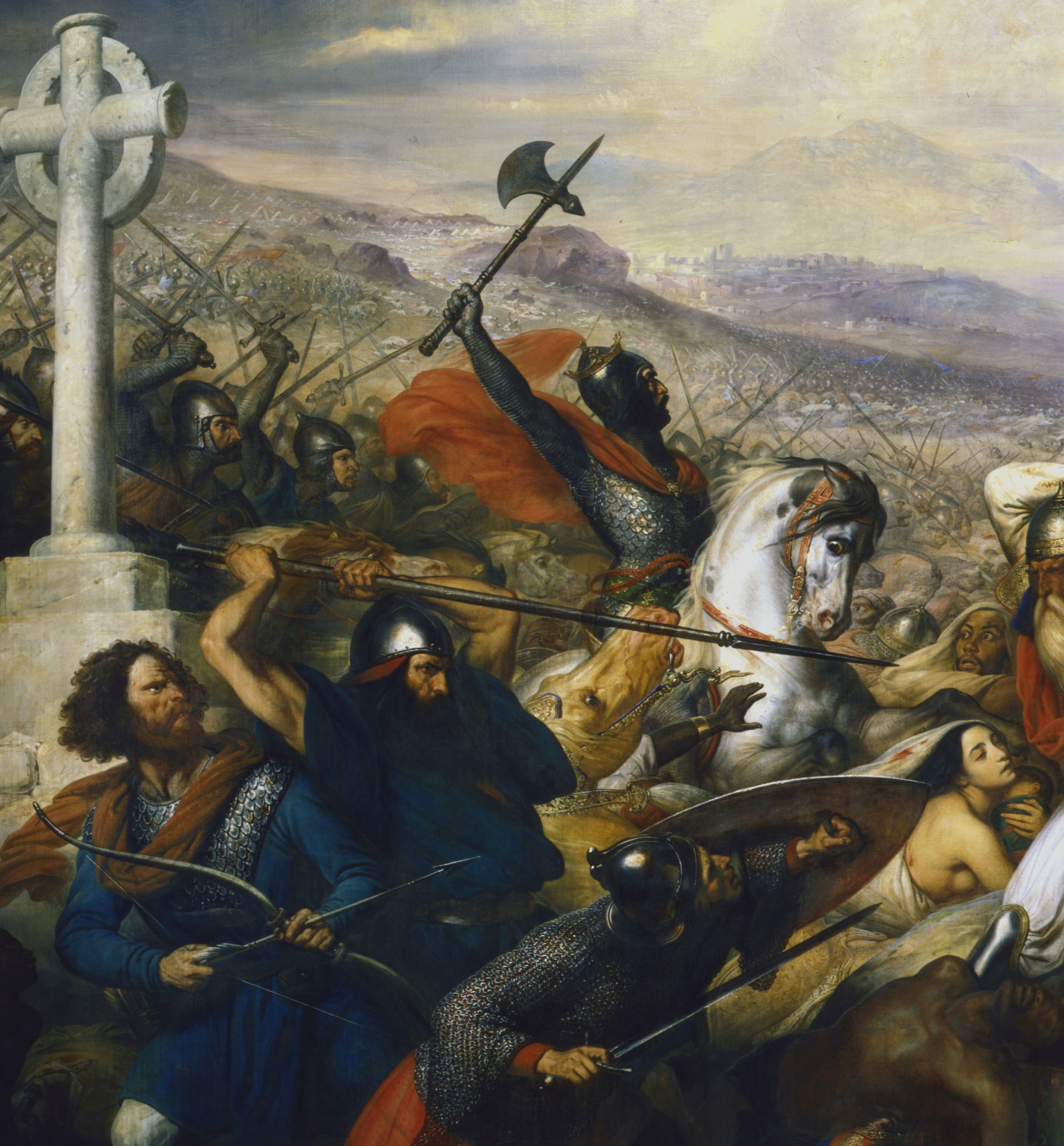
Carlo Martello durante la battaglia di Poitiers

Grazie agli sforzi della propaganda carolingia, che si adoperò con forza per sminuire il ruolo dei Merovingi, si è creduto per molto tempo che questo periodo corrispondesse a un'epoca di decadenza; in particolare, la fase finale del periodo merovingio è associata al mito dei "re fannulloni". In realtà a partire dal principio del VII secolo il potere reale s'indebolì a favore dell'aristocrazia franca, in particolare dei "maestri di palazzo" (maior domus). Tra di essi il più noto fu Carlo Martello, della dinastia dei Pipinidi, che sconfisse in battaglia nel 732 un esercito musulmano nei pressi di Poitiers. I Franchi, con questa vittoria, sfruttarono la confusione esistente nel Sud del paese per instaurare o rafforzare la propria autorità sull'Aquitania, sulle regioni a Sud di Lione e di Clermont-Ferrand.

### I Carolingi (VII – X secolo)

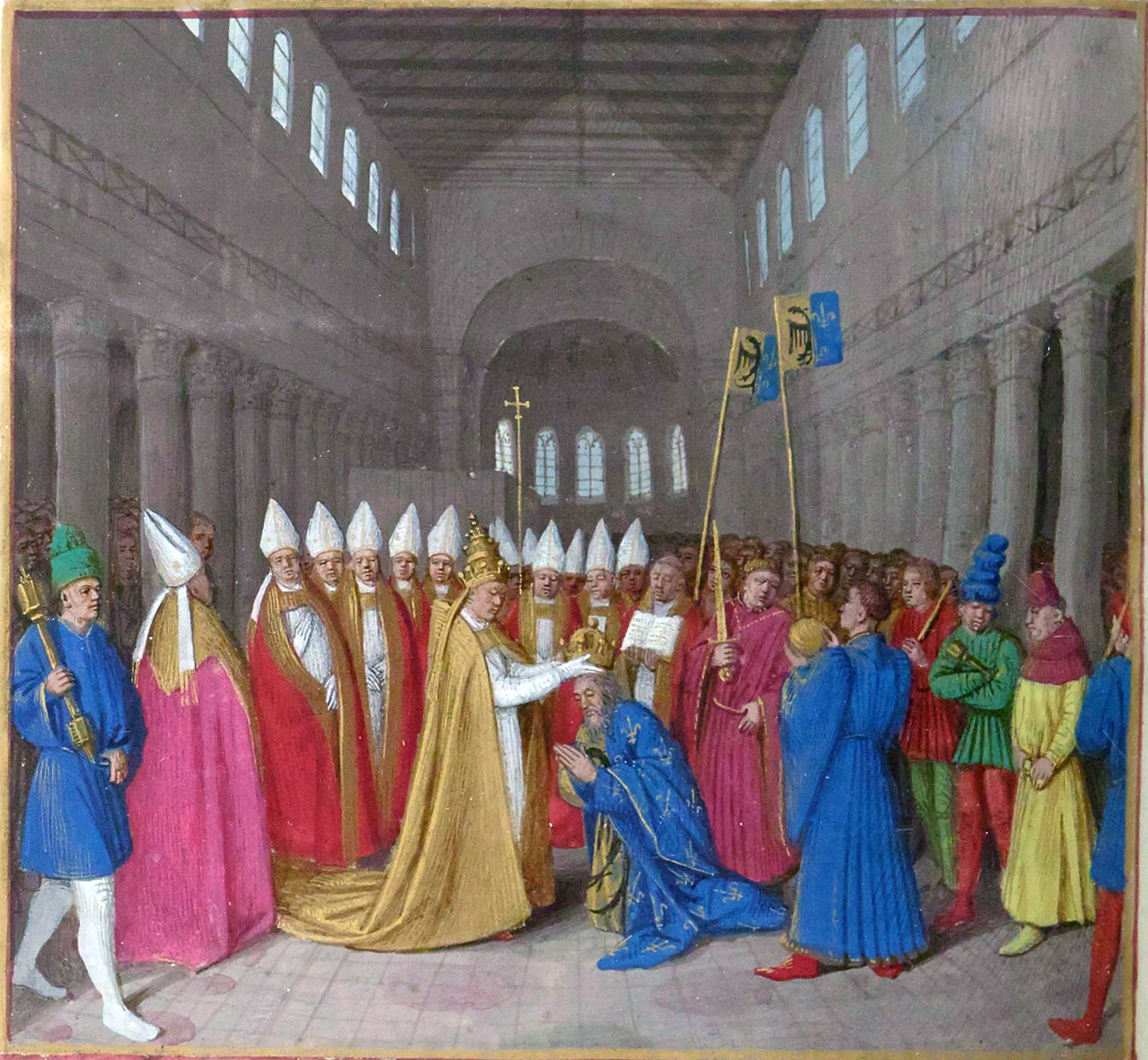
Incoronazione di Carlo Magno

Il figlio Carlo Martello, Pipino il Breve, una volta divenuto anch'egli maestro di palazzo, fece rinchiudere in un convento l'ultimo re merovingio Childerico III per poi farsi eleggere re dai guerrieri franchi nel 751. Prese anche la precauzione che la sua incoronazione venisse confermata nel 754 dal papa debitore verso di lui per averlo aiutato a fermare l'avanzata dei Longobardi che avevano minacciato Roma. Il regno dei Franchi (regnum francorum) conobbe la sua maggiore espansione sotto Carlo Magno, figlio di Pipino, il quale, dopo essere stato eletto dei suoi pari, si fece incoronare da Papa Leone III "imperatore dei Franchi e dei Romani" nel giorno di Natale dell'800. Carlo Magno estese i confini del regno verso Est fino alla Sassonia (dilatatio regni), verso la Bretagna a Ovest e fino ai Paesi Baschi verso Sud. Il suo regno, benché ristabilisse la pompa imperiale romana, segnò la fine dell'Antichità tardiva. Nonostante le attività di propaganda molto efficaci, l'attuale giudizio storico su questo "Impero" in gran parte virtuale è piuttosto critico.

Il regno dei Franchi sotto Carlo Magno.

Fu tuttavia necessario circa mezzo secolo perché la Francie (termine che indicò in primo luogo i territori originali del regno franco) potesse dare i natali alla France (Francia). Quest'ultima venne in un primo tempo indicata con il nome di Francie occidentale per contrapporla alla Francie orientale, sotto il regno di Carlo il Calvo, nipote di Carlo Magno. Il giuramento di Strasburgo dell'842 e il trattato di Verdun dell'843 completarono la distinzione tra i territori destinati a diventare le odierne nazioni francese e tedesca.
Nell'845 Nominoë, missus dominicus di Bretagna (Princeps Veneticae civitatis) disperse l'esercito franco nella battaglia di Ballon, obbligando Carlo il Calvo a riconoscere l'indipendenza della regione bretone. I Franchi persero Rennes, Nantes e il pays de Retz. Nell'856, con il trattato di Louviers, Erispoë assunse ufficialmente il titolo di Re di Bretagna. Successivamente, il trattato di Entrammes (863) riconobbe alla Bretagna la Maine e una parte dell'Angiò; nell'868, il trattato di Compiègne ne affermò i diritti sulla penisola del Cotentin et sulla regione di Avranches.

### I primi Capetingi (X – XII secolo)
Succeduti agli ultimi Carolingi, i primi Capetingi avevano poteri limitati sui loro vassalli più potenti, che erano a capo di interi principati. Viceversa, il dominio reale era ridotto in pratica alla sola regione dell'Île-de-France, una mera vestigia del ducato di Francia di Roberto il Forte. Nonostante ciò, i Capetingi furono in grado di rendere ereditaria la successione (contrariamente agli ultimi Carolingi) grazie all'associazione dei propri discendenti alla corona quando il sovrano era ancora in vita, una pratica che venne mantenuta fino a Filippo Augusto. Grazie a un'abile politica praticata da molti esponenti della dinastia, garantirono inoltre l'espansione del dominio reale originario sino a trasformarlo in uno dei regni più potenti ed avanzati di tutta Europa.
Occorre tuttavia sgombrare il campo da equivoci sulla natura di tale dominio. Nel sistema feudale tutti i grandi feudatari del regno sono tenuti all'omaggio nei confronti del sovrano. I vassalli più prestigiosi del re di Francia erano i sovrani di Angiò e d'Inghilterra. Questo cosiddetto "Impero plantageneto" aveva raggiunto dimensioni ragguardevoli, estendendosi dai Pirenei alla Scozia passando per l'Aquitania, l'Angiò, la Normandia e l'Inghilterra. Considerando i soli domini posti sotto la sua amministrazione diretta il re di Francia era più debole, ma in termini di vassallaggio si trovava effettivamente al vertice del potere feudale. Questa situazione divenne presto intollerabile per i sovrani anglo-angioini, tanto che il contrasto sfociò in non meno di due guerre dei cent'anni. Nonostante ciò, occorre chiarire che i re d'Inghilterra erano vassalli del re di Francia unicamente per i territori che da tale regno dipendevano. Erano invece gli unici signori del regno d'Inghilterra, semplice provincia dell'Impero plantageneto il cui cuore era nell'Angiò; i sovrani d'Inghilterra di questo periodo nascevano, trascorrevano la loro vita e venivano sepolti sul continente.

### Il Consolidamento dello stato francese (fine del XII – XIII secolo)
Appena salito sul trono, Filippo II dovette fare i conti con una coalizione ostile che raggruppava la Champagne e la Fiandra, questione che venne risolta nel luglio 1185 con la firma del trattato di Boves. Ciò consentì a Filippo di dedicarsi interamente ai suoi obiettivi primari: la cacciata degli anglo-angioini dal territorio francese e la modernizzazione dello Stato. A quell'epoca, i rappresentanti dei Plantageneti erano Riccardo Cuor di Leone e il fratello Giovanni Senzaterra. Il primo morì nel 1199 lasciando solo al potere il secondo, sul quale si addensarono le nubi di una ventilata invasione dell'Inghilterra (1213), destinata a non avere seguito.
Benché in posizione di debolezza, Giovanni tentò di reagire formando una coalizione con l'imperatore tedesco Ottone IV e il conte di Fiandra, che era anche re del Portogallo. La marina inglese affondò in effetti la flotta francese nel maggio 1213, ma le sorti del conflitto si decisero a terra: il 27 luglio 1214 Filippo II ottenne una decisa vittoria sulla coalizione nella battaglia di Bouvines, segnando una svolta cruciale nella storia dell'Occidente. A partire da quel momento, infatti, mentre la Francia si avviò con decisione sulla via della centralizzazione, in Inghilterra i grandi baroni pretesero e ottennero l'adozione della Magna Carta con una forte limitazione delle prerogative reali e in Germania l'estrema frammentazione dei domini controllati dall'Imperatore si protrasse fino alla metà del XIX secolo.
Nel viaggio di ritorno verso Parigi, il popolo francese rese vivaci omaggi al re vincitore, e l'accoglienza di quest'ultima fu degna dei trionfi della Roma antica. Si tratta della prima espressione di un sentimento nazionale francese. In seguito ai trionfi e alle conquiste territoriali a Filippo II venne tributato l'appellativo romano di Augusto, prendendo quindi il nome Filippo Augusto.
Dopo la battaglia di Bouvines, che segnò la fine del primo lungo periodo di conflitti contro gli inglesi, la Francia di Filippo Augusto conobbe un secolo di pace. Inoltre, il clima più clemente del XIII secolo, con estati calde, pochi inverni rigidi (1219, 1225, 1234, 1235, 1276 e 1292) e scarsa diffusione delle epidemie, favorì un consistente aumento della popolazione, che arrivò a 16 milioni di abitanti a fronte degli 8 della Germania e dei 2 dell'Inghilterra. Solo nel 1225 si ebbe una carestia di proporzioni rilevanti.
Le truppe francesi spesso erano impegnate all'estero, ad esempio in Italia in appoggio alla politica dei guelfi. Godettero a lungo di una lusinghiera fama di imbattibilità, fino al 1282, quando subirono una dura sconfitta nella battaglia di Forlì.

### Crisi e mutazioni del basso Medioevo (XIV – XV secolo)

La Francia nel 1330

La dinastia capetingia s'interruppe in modo tumultuoso, con il regno successivo di tre dei figli di Filippo IV. Gli scandali legati alle infedeltà coniugali delle nuore del re minarono gravemente il prestigio della monarchia. Il primogenito e successore di Filippo, Luigi X, morì prematuramente lasciando un erede postumo che visse solo per pochi giorni, Giovanni I. Il fratello di Luigi, sino allora reggente, divenne quindi re con il nome di Filippo V. Morto anche quest'ultimo senza eredi, la corona passò infine al terzo fratello, Carlo IV.
In mancanza di eredi maschi in linea diretta per l'ultimo dei Capetingi, il potere venne trasferito al ramo cadetto della Casa di Valois. Questa scelta si scontrava con le ambizioni di un altro pretendente, Edoardo III, re d'Inghilterra la cui discendenza da Filippo il Bello era attraverso la linea materna. La Legge salica, già invocata in passato da Filippo V per escludere dalla successione la figlia di Luigi X, venne anche in questo caso a posteriori invocata dai maggiori feudatari per respingere la pretesa del re inglese, vista come un grave pericolo per la loro indipendenza. Tale contesa fu la causa più diretta della guerra dei cent'anni.

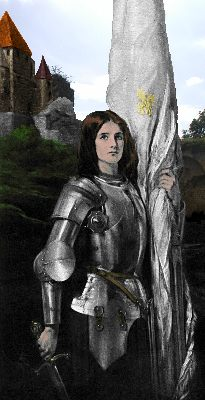
Giovanna d'Arco

Durante questo interminabile conflitto, il territorio francese fu teatro di combattimenti sporadici ma accaniti tra i re di Francia e d'Inghilterra. Gli inglesi erano privilegiati dalla superiorità tattica del proprio esercito (in particolare degli arcieri) e furono in grado di infliggere alla cavalleria francese, nonostante un forte svantaggio numerico, due cocenti sconfitte a Crécy e Poitiers. Carlo V ebbe in seguito la capacità di evitare le grandi battaglie preordinate e affidò a valorosi condottieri come Bertrand du Guesclin la riconquista del territorio, riprendendo una a una le piazzeforti nemiche con una serie di assedi successivi.
Nel 1337 agli inglesi restava il controllo unicamente della Guyenne e di Bayonne, Calais e Cherbourg. Durante il regno di Carlo VI, colpito da pazzia nel 1393, i grandi del regno stabilirono alleanze in funzione delle proprie strategie personali e la situazione divenne molto difficile. I parenti più prossimi del re, il fratello Luigi I d'Orléans e il potente duca di Borgogna Giovanni senza paura intesero cogliere l'occasione per estendere il proprio potere; ne scaturì un'aspra rivalità culminata nell'assassinio di entrambi i protagonisti e nel tentativo col Trattato di Troyes di modificare la linea di successione per scalzare il delfino Carlo VII. Questi venne infatti costretto alla fuga da Parigi, meritandosi l'appellativo sprezzante di «piccolo re di Bourges» dopo l'assassinio di Giovanni senza paura, mentre gli inglesi riuscirono a far nominare il proprio sovrano grazie all'appoggio dei Borgognoni.
Ma la chiave del conflitto risiedeva nella scelta della nazionalità. A causa della loro strategia imperniata su saccheggi e scorrerie a lungo raggio (le cosiddette chevauchée, "cavalcate"), gli inglesi erano odiati dal popolo delle campagne e sostenuti principalmente dagli artigiani e dagli universitari delle città. Il ruolo di Giovanna d'Arco fu in questo contesto più politico che militare, agendo da catalizzatore di questa volontà di ricacciare gli inglesi fuori dalla Francia.
Giovanna partecipò all'assedio di Orléans e dopo la battaglia di Patay insistette affinché l'incoronazione di Carlo VII si tenesse a Reims (collocazione dal grande valore simbolico e che fu interpretata all'epoca come un ulteriore segnale divino, in quanto Reims era al centro del territorio borgognone). La sua azione consentì di affermare la legittimità di nascita del re, mettendo a tacere le voci che lo indicavano come figlio naturale del duca d'Orléans e rendendone possibile l'ascesa al trono. A sua volta, questo fatto spianava la strada verso la riconquista del territorio francese.
Viceversa, il ruolo propriamente militare di Giovanna d'Arco fu modesto: nell'inverno del 1429, dopo aver conquistato il villaggio di Saint-Pierre-le-Moûtier venne bloccata davanti al borgo di La Charité-sur-Loire prima di essere fatta prigioniera di fronte a Compiègne (23 maggio 1430). La fine del conflitto era ormai vicina: dopo che Carlo VII si fu rappacificato con i duchi di Borgogna (Trattato di Arras, 1435) gli inglesi si trovarono privi di un potente alleato e del sostegno necessario sul terreno, venendo obbligati ad abbandonare la Francia nel 1453.
I re di Francia tornarono allora a godere di prestigio e autorità, anche se si trovarono comunque a fronteggiare avversari temibili quali i duchi di Borgogna, i Granduchi d'Occidente Filippo il Buono e Carlo il Temerario, principali rivali di Carlo VII e del figlio di questi Luigi XI. Ai possedimenti in Borgogna si sono infatti aggiunti i Paesi Bassi, arrivando a costituire uno dei regni più potenti d'Europa. Alla morte di Carlo il Temerario (1477), però, una parte dei suoi possedimenti andò in eredità alla figlia Maria di Borgogna, moglie di Massimiliano d'Austria, aprendo un nuovo fronte di pericolo.
Con la conclusione del Medioevo ebbe termine anche l'epoca dei grandi principati: prima il ducato di Borgogna (1482) e poi quello di Bretagna, sconfitto nel 1488 e unito al regno di Francia nel 1532.

## Età moderna
La Pace di Étaples (1492) marca, per alcuni, l'inizio dell'età moderna in Francia.
Dopo la guerra dei cent'anni (1337-1453) e il trattato di Picquigny (1475) – la sua fine ufficiale – nel 1492-1493, Carlo VIII firmò altri tre trattati, il primo con Enrico VII d'Inghilterra, il secondo con Massimiliano I di Asburgo, e il terzo con Ferdinando II di Aragona, rispettivamente ad Étaples (1492), Senlis (1493) e a Barcellona (1493). Questi tre trattati sgombrarono la via alla Francia di intraprendere le lunghe guerre d'Italia (1494-1559), che diedero inizio alla Francia moderna.

### Il Rinascimento francese
Il rapido recupero economico e demografico dopo la peste nera del Trecento venne vanificato da una serie di conflitti, come le Guerre d'Italia (1494-1559), dove gli sforzi francesi furono vanificati dal maggior potere degli Asburgo in Europa.
Il duca di Milano Ludovico Sforza, il quale cercava un alleato contro la Repubblica di Venezia, incoraggiò Carlo VIII di Francia ad invadere l'Italia, con il pretesto della contesa del trono del Regno di Napoli, all'epoca sotto controllo aragonese. Quando Ferdinando I di Napoli morì nel 1494, Carlo invase la penisola, così per diversi mesi, le armate francesi si spostarono in Italia indisturbate, poiché gli eserciti dei condottieri degli staterelli italiani non furono in grado di resistere. Il saccheggio di Napoli provocò una reazione e contro esse, venne formata la Lega di Venezia. Le truppe italiane sconfissero quelle francesi nella battaglia di Fornovo, obbligando così Carlo a tornarsene in Francia. Ludovico, avendo tradito i francesi a Fornovo, conservò il suo trono fino al 1499, quando il successore di Carlo, Luigi XII di Francia, invase la Lombardia e assediò Milano.
Nel 1500, Luigi, avendo raggiunto un accordo con Ferdinando II di Aragona per dividere Napoli, marciò verso sud da Milano. Nel 1502, le armate francesi e aragonesi alleate presero controllo del regno meridionale, ma l'accordo durò poco e si arrivò a una nuova guerra tra Luigi e Ferdinando. Nel 1503, Luigi, essendo stato sconfitto nella Battaglia di Cerignola e nella Battaglia del Garigliano, fu obbligato ad abbandonare Napoli, che venne lasciato al controllo del viceré spagnolo Ramon de Cardona. Le armate francesi sotto il comando di Gaston de Foix inflissero agli spagnoli una travolgente sconfitta nella battaglia di Ravenna nel 1512, ma Foix venne ucciso durante la battaglia e i francesi furono costretti a lasciare l'Italia; intanto gli svizzeri invasero Milano, i quali rimisero sul trono Massimiliano Sforza. La Lega Santa fu vittoriosa, ma si divise ben presto; nel 1513 Venezia si alleò con la Francia, accordandosi tra loro sulla spartizione della Lombardia.

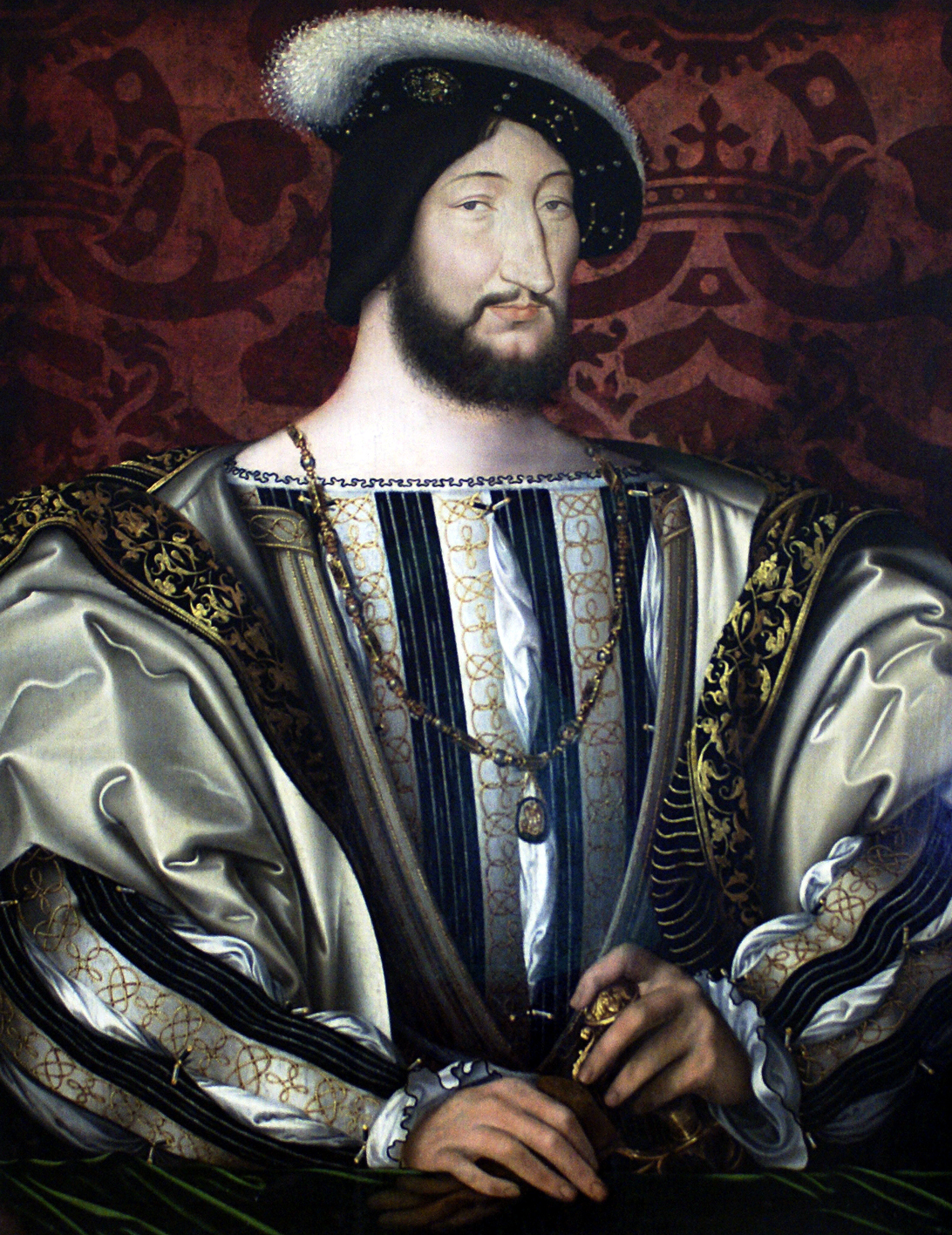
Francesco I, di Jean Clouet

Luigi comandò un'altra invasione di Milano, ma venne sconfitto nella Battaglia di Novara, alla quale seguirono una serie di vittorie per la Lega Santa, nelle quali le armate francesi, veneziane, e scozzesi vennero irrimediabilmente sconfitte. Comunque la morte di papa Giulio II lasciò la Lega senza una leadership, e quando il successore di Luigi, Francesco I, sconfisse gli svizzeri nella Marignano nel 1515, la Lega collassò, e nei trattati di Noyon e Bruxelles, abbandonarono alla Francia e a Venezia l'Italia del Nord.
L'ascesa di Carlo di Spagna al trono imperiale, una posizione alla quale anche Francesco I mirava, portò al collasso le relazioni tra la Francia e gli Asburgo. Nel 1519, un'invasione spagnola nella Navarra, nominalmente feudo francese, diede il pretesto a Francesco di iniziare la guerra; così armate francesi strariparono in Italia ed iniziarono una campagna per scacciare Carlo da Napoli. I francesi, tuttavia, vennero opposti efficacemente dalle tattiche dei tercio spagnoli e subirono una serie di rovinose sconfitte alla Bicocca e sulla Sesia contro le truppe spagnole sotto il comando di Fernando d'Avalos. Con Milano minacciata, Francesco portò un'armata in Lombardia nel 1525, solo per venire battuto e catturato nella Battaglia di Pavia; imprigionato a Madrid, Francesco fu obbligato ad accettare molte concessioni sui suoi territori italiani nel "Trattato di Madrid" (1526).
L'inconcludente guerra tra Carlo e Francesco iniziò con la morte di Francesco Maria Sforza, duca di Milano. Quando il figlio di Carlo Filippo ereditò il ducato milanese, Francesco invase l'Italia, conquistando Torino, ma fallì la presa su Milano. In risposta, Carlo invase la Provenza, avanzando fino a Aix-en-Provence, ma tornò in Spagna senza attaccare la città fortificata di Avignone. La Tregua di Nizza mise fine alla guerra, lasciando Torino in mani francesi, ma senza aver fatto effettivi cambiamenti nella mappa d'Italia. Francesco, alleandosi con Solimano I dell'Impero ottomano, lanciò una invasione finale dell'Italia. Una flotta franco-ottomana conquistò la città di Nizza nell'agosto 1543, dopo aver messo l'assedio alla cittadella. I difensori furono rilasciati dopo un mese. I francesi, agli ordini di François, conte d'Enghien, sconfissero un esercito imperiale nella battaglia di Ceresole nel 1544, ma non riuscirono a penetrare in Lombardia. Carlo ed Enrico VIII d'Inghilterra procedettero per invadere la Francia meridionale, assediando Boulogne e Soissons. La mancanza di cooperazione tra gli eserciti inglesi e spagnoli, assieme all'accresciuta aggressività degli attacchi ottomani, obbligarono Carlo ad abbandonare queste conquiste, venendo restaurato di fatto lo status quo ante.
Nel 1547, Enrico II di Francia, che succedette a Francesco I al trono, dichiarò guerra a Carlo con lo scopo di riconquistare l'Italia ed assicurare alla Francia il dominio sulle questioni europee. Un'offensiva in Lorena ebbe successo, ma il tentativo dell'invasione francese in Toscana nel 1553 fu bloccato nella battaglia di Marciano. L'abdicazione di Carlo nel 1556 divise l'Impero Asburgico tra il figlio Filippo e il fratello Ferdinando, e lo spostamento della guerra nelle Fiandre, dove Filippo, insieme a Emanuele Filiberto I di Savoia, sconfissero i francesi a San Quintino. La successiva entrata in guerra dell'Inghilterra portò alla conquista francese della città di Calais, l'ultimo possedimento inglese sul territorio della Francia continentale, mentre le armate francesi puntellavano i possedimenti francesi nei Paesi Bassi; ma Enrico fu costretto ad accettare la Pace di Cateau-Cambrésis, nella quale rinunciava a qualsiasi pretesa sull'Italia.

### Guerre di religione e ascesa dei Borbone
Non appena le guerre d'Italia finirono, la Francia precipitò in una crisi interna con gravi conseguenze. Nonostante la conclusione di un Concordato tra la Francia e il Papato (1516), che garantiva alla corona la nomina dei vescovi, la Francia fu profondamente colpita dai tentativi della riforma protestante di rompere l'unità cattolica. Una crescente minoranza protestante su base urbana, gli Ugonotti, affrontarono la dura repressione all'epoca di re Enrico II. Dopo la morte di Enrico II durante un torneo, il paese venne retto dalla vedova Caterina de' Medici e dai suoi figli Francesco II, Carlo IX ed Enrico III. La reazione cattolica comandata dal potente Enrico, duca di Guisa culminò nel massacro degli Ugonotti del 1562, il primo delle guerre di religione, durante la quale eserciti inglesi, tedeschi e spagnoli intervennero in una o nell'altra delle fazioni rivali. Contrari alla monarchia assoluta, gli Ugonotti teorizzavano il diritto di ribellione e la legittimità del tirannicidio.
Le guerre di religione culminarono nella guerra dei tre Enrichi, nella quale Enrico III assassinò Enrico di Guisa, capo della Lega cattolica, appoggiata dagli spagnoli, e a sua volta il re venne ucciso. Dopo gli assassini di Enrico di Guisa ed Enrico Valois, il conflitto terminò con l'ascesa al trono del protestante Enrico di Borbone e il suo susseguente abbandono del protestantesimo ("Espediente del 1592") effettivo nel 1593, la sua accettazione dalla maggior parte della nobiltà cattolica (1594) e dal Papa (1595), e la sua promulgazione del decreto di tolleranza, conosciuto come l'Editto di Nantes (1598), che garantiva libertà di culto ed equità civile.

### La Francia nel Sei-Settecento

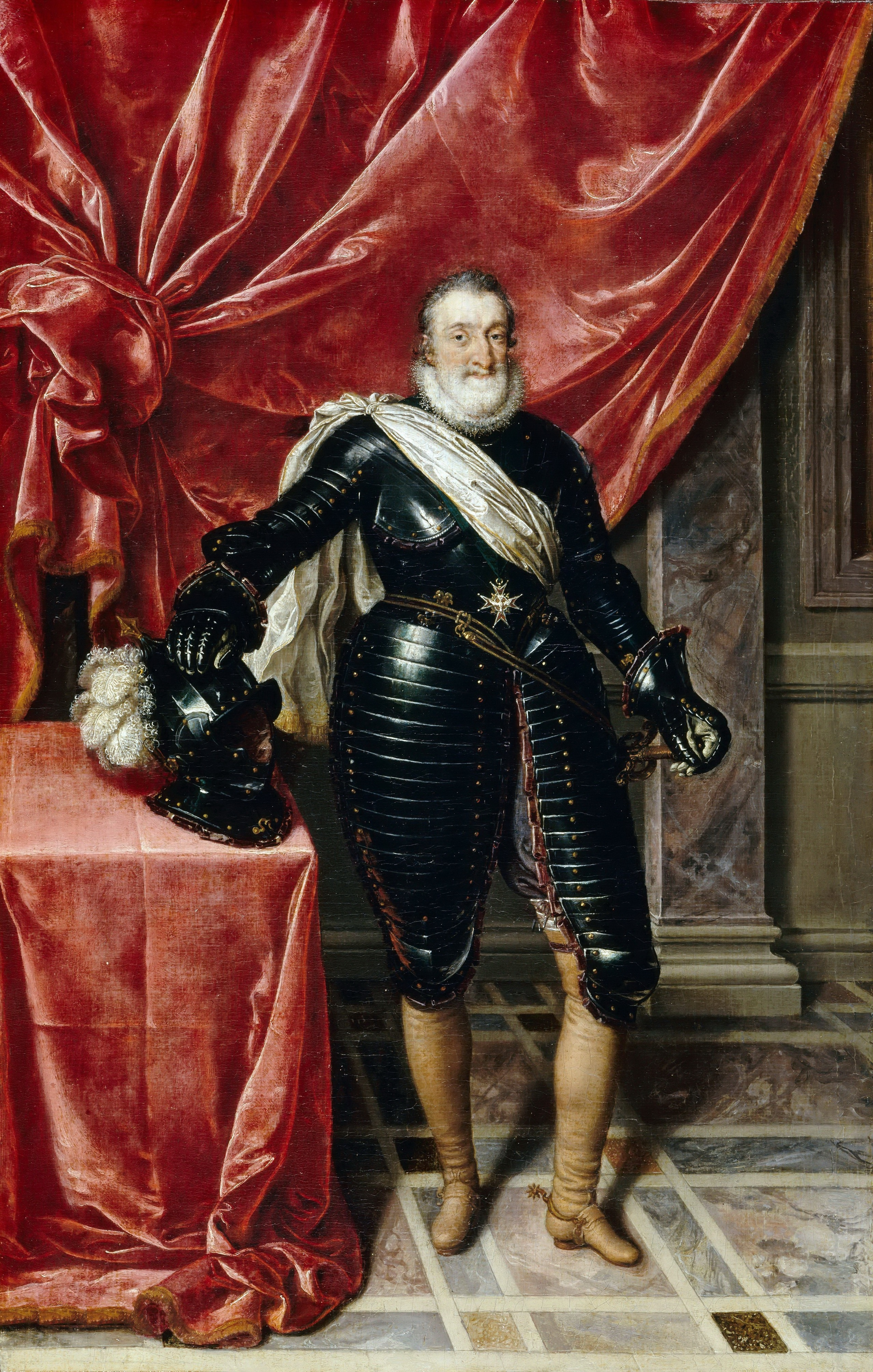
Enrico IV, re di Francia. Riuscì a pacificare la Francia dopo anni di guerre di religione. Dipinto di Frans Pourbus il giovane.

La pacificazione della Francia sotto Enrico IV fu un elemento essenziale per l'inizio dell'egemonia francese in Europa, sebbene alla sua morte, avvenuta nel 1610, la reggenza di sua moglie Maria de' Medici dovette sopportare conflitti interni con le famiglie nobili. La Francia iniziava allora la sua espansione oltremare: i francesi iniziarono a commerciare in India e Madagascar, fondarono in America settentrionale la Nuova Francia e penetrarono nella regione dei Grandi Laghi e del Mississippi, crearono piantagioni nelle Indie occidentali ed estesero i loro contatti commerciali nel Levante e allargarono la loro marina mercantile.
Il figlio di Enrico IV, Luigi XIII, e il suo ministro (1624-1642) cardinale Richelieu elaborarono una politica antitetica alla Spagna e all'imperatore germanico durante la guerra dei trent'anni (1618-1648). Dopo aver domato una rivolta degli Ugonotti spalleggiata dagli inglesi (1625-1628), la Francia intervenne direttamente (1635) nel conflitto prestando soccorso all'alleata (protestante) Svezia.
Dopo le morti del re e del cardinale, la Pace di Vestfalia (1648) assicurò l'accettazione universale della frammentazione politica e religiosa della Germania, ma la reggenza di Anna d'Austria e del suo ministro cardinale Mazzarino conobbero una crescente rivolta conosciuta come la Fronda (1648-1653) che arrivò a una guerra contro la Spagna (1653-1659). Il Trattato dei Pirenei (1659) formalizzò l'annessione alla Francia (1642) del Rossiglione dopo il collasso della effimera Repubblica catalana.

Luigi XIV, re di Francia e di Navarra. Dipinto di Hyacinthe Rigaud (1701).

Durante il regno di Luigi XIV (1643-1715), la Francia divenne la potenza dominante in Europa, grazie anche all'abilità diplomatica di Mazarino (1642-1661), successore di Richelieu, e alle politiche economiche di Colbert (1661-1683). La guerra di devoluzione (1667-1668) e la guerra franco-olandese (1672-1678) portarono al Regno di Francia ulteriori conquiste territoriali (l'Artois, le Fiandre occidentali e il Ducato di Borgogna, lasciato all'impero nel 1482), ma al prezzo della crescente opposizione delle potenze rivali.
La cultura fu parte dell'egemonia francese. Nel primo Seicento, i pittori francesi dovevano recarsi a Roma per sprovincializzarsi (Nicolas Poussin, Claude Lorrain), ma Simon Vouet portò il gusto per il barocco, riassunto nell'Académie royale de peinture et de sculpture, nei dipinti di Charles Le Brun e nelle sculture di François Girardon. Con il Palazzo del Lussemburgo, il Castello di Maisons e quello di Vaux-le-Vicomte, l'architettura francese venne ammirata all'estero anche prima della costruzione di Versailles o della colonnata del Louvre. Il salone della cultura parigina mise a punto gli standard del gusto a partire dagli anni Trenta e, con Pascal, Descartes (Cartesio), Bayle, Corneille, Racine e Molière, la letteratura francese toccava la sua punta massima.
Messo sul trono inglese Guglielmo d'Orange nel 1688, l'alleanza antifrancese del 1689 inaugurò l'inizio di un secolo di conflitti ad intermittenza, nel quale la Gran Bretagna iniziava a giocare un ruolo importante, cercando in particolare di tenere la Francia fuori dai Paesi Bassi.
La battaglia di La Hougue (1692) fu quella decisiva nella guerra dei Nove anni (1689-1697), nella quale venne affermata la supremazia della Royal Navy britannica.

In azzurro i possedimenti francesi verso il 1750.

Dopo la guerra dei Nove anni, la Francia riuscì a prendere solo Haiti. La guerra di successione spagnola (1701-1713) finì con lo sfacelo del sogno di Luigi XIV di un impero franco-spagnolo dei Borboni: i due conflitti esaurirono le forze francesi, tra l'altro già indebolite dai cattivi raccolti degli anni novanta e del 1709, oltre che perdita della manodopera specializzata di fede ugonotta conseguente alla revoca (1685) dell'Editto di Nantes.
Il regno di Luigi XV (1715-1774) vide inizialmente un ritorno alla pace e alla prosperità sotto la reggenza di Filippo d'Orléans (1715-1723). Le politiche di Filippo trovarono prosecuzione dal Cardinal Fleury che fu primo ministro tra il 1726 e il 1743. Negli anni trenta e quaranta scoppiarono nuove guerre dinastiche contro l'Impero (1733-1735 e 1740-1748) che vennero combattute non solo in Europa orientale, ma anche in America e in India. Si arrivò alla stipula del Trattato di Aquisgrana, con la quale si raggiunse solo una breve tregua. Intanto si stava rafforzandosi notevolmente la Prussia, che diventò un nemico della Francia, così venne sancita l'alleanza con i tradizionali nemici degli Asburgo, (la "rivoluzione diplomatica" del 1756) in contrapposizione alla Gran Bretagna e alla Prussia, potenze emergenti. La nuova alleanza portò alla costosa e fallimentare guerra dei sette anni (1756-1763). La sconfitta in Nordamerica e in India ridimensionò la potenza coloniale francese.
Avendo perso il suo impero coloniale in America, qualche anno dopo la Francia vide una buona possibilità di rifarsi dallo smacco ricevuto dai britannici. Così la Francia venne in soccorso degli insorti americani durante la guerra d'indipendenza. La guerra venne conclusa con la stipula del Trattato di Parigi del 1783.

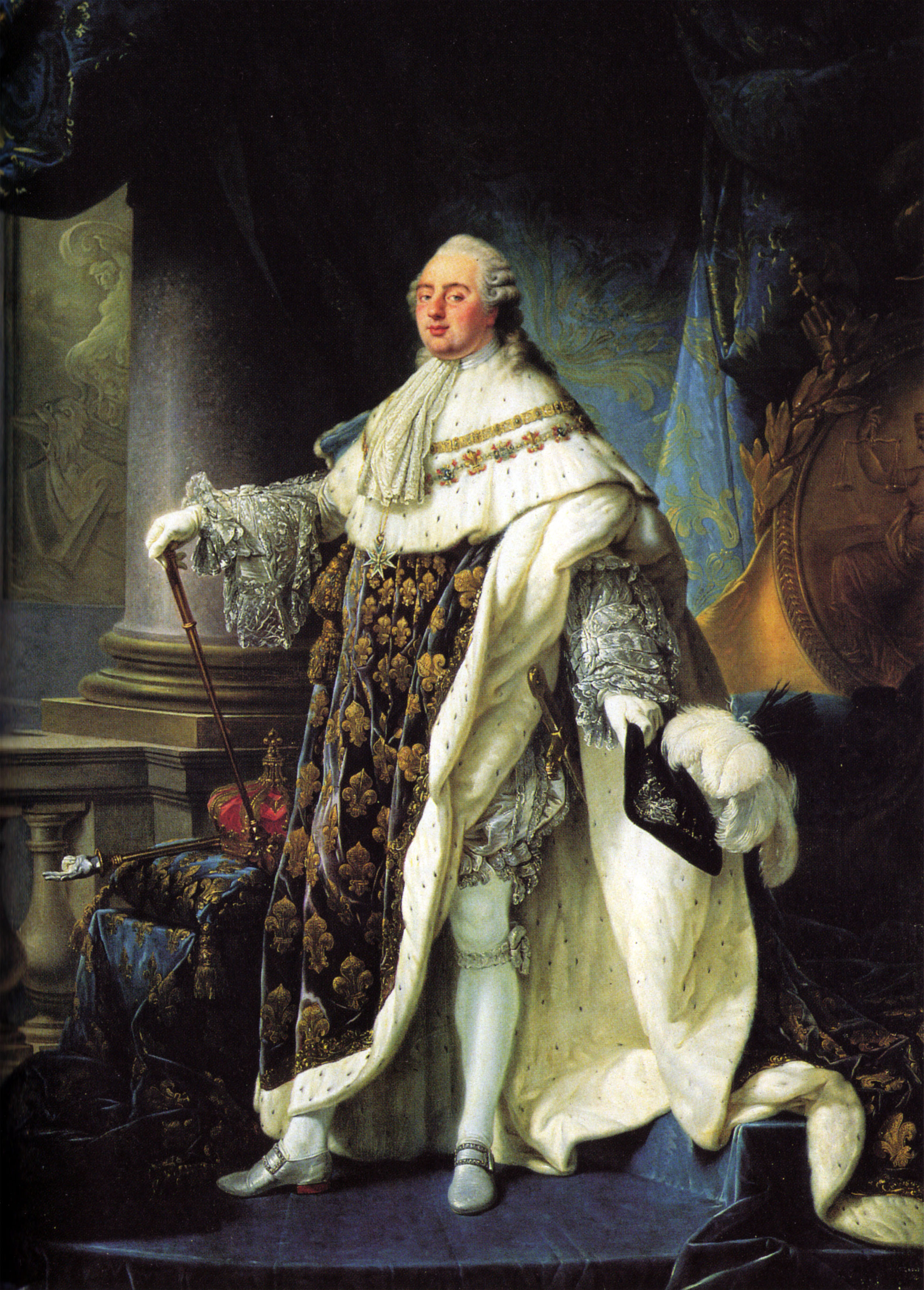
Luigi XVI, ultimo re della Francia di Antico Regime. Dipinto di Antoine-François Callet.

Mentre lo Stato si espandeva, si fecero largo nuove idee che mettevano in discussione il ruolo del re nello Stato. L'opera di Montesquieu descrisse la separazione dei poteri. Altri filosofi francesi guadagnarono una forte influenza politica e culturale a livello mondiale, tra cui Denis Diderot, Voltaire e Jean-Jacques Rousseau, il quale con il suo Contratto sociale fu un catalizzatore per le riforme sociali in Europa. Fiorirono anche le scienze. Lo scienziato Antoine Lavoisier lavorò per rimpiazzare le arcaiche unità di misura e di peso, con un sistema coerente. Lavoisier formulò il principio di conservazione e scoprì l'ossigeno e l'idrogeno.
Con il governo profondamente in debito, Luigi XVI permise le riforme radicali di Turgot e Malesherbes, ma la disaffezione dei nobili portarono alle dimissioni di Turgot e di Malesherbes 1776. Jacques Necker li rimpiazzò. Luigi sostenne la rivoluzione americana dal 1778, ma nel Trattato di Parigi del 1783, i francesi guadagnarono poco, tranne che un ovvio aumento del debito, e il governo fu costretto giocoforza ad aumentare le tasse (come la "vingtième") e i prestiti. Necker si dimise nel 1781, per essere sostituito temporaneamente da Calonne e da Brienne, ma ritornò nel 1788.
All'epoca della Rivoluzione francese del 1789, la Francia era in una profonda crisi istituzionale e finanziaria, ma gli ideali dell'Illuminismo iniziarono ad entrare nella società più colta.
Il 21 settembre 1792 la monarchia francese venne effettivamente abolita con la proclamazione della repubblica.

## Età contemporanea

### La Francia nel periodo rivoluzionario (1789-1815)

#### La Rivoluzione
Alla fine del Settecento le finanze francesi erano dissestate. Nel 1787 il ministro delle finanze di Luigi XVI, Charles Alexandre de Calonne, convocò un'assemblea di notabili, ai quali, tra l'altro saltando i parlamenti regionali, veniva chiesto di approvare una nuova tassa sui possedimenti fondiari, che comprendeva anche le proprietà dei nobili e del clero. L'assemblea non approvò la tassa, invece chiese al re di convocare gli stati generali. Nell'agosto del 1788 Luigi XVI fu d'accordo di convocare gli stati generali per il maggio 1789. Mentre il Terzo Stato chiese la doppia rappresentanza per bilanciare gli altri due stati, il voto veniva fatto per ordine e quindi la doppia rappresentanza divenne inutile. Questo portò al Terzo Stato di ritirarsi dagli stati generali. I rappresentanti del Terzo Stato si riunirono e si proclamarono assemblea nazionale. Intanto il re per prevenire la nascita dell'assemblea, ordinò la chiusura della Salle des États dove l'assemblea si riuniva. Dopo aver trovato le porte chiuse e guardate a vista, si incontrarono il 20 giugno 1789 in una sala adibita al gioco della pallacorda e giurarono di non separarsi fino a che non fosse stata approvata una nuova costituzione. Intanto si aggregarono alcuni membri del primo e del secondo Stato.
Dopo che il re licenziò il suo ministro delle finanze, Jacques Necker, perché questi aveva dato il supporto ai rappresentanti del Terzo Stato, affioravano preoccupazioni che la legittimità dell'assemblea nazionale poteva essere minacciata dai monarchici. Parigi intanto fu travolta da violente manifestazioni. Il sovrano e la corte abbandonarono la città. Dopo la notizia che a Versailles alcuni nobili avevano calpestato la coccarda tricolore il, 14 luglio 1789 i rivoltosi posero gli occhi sulle armi depositate all'interno della fortezza/prigione della Bastiglia, vista anche come simbolo del potere monarchico. Gli insorti assediarono la Bastiglia, uccidendo il governatore de Lunay e molte delle sue guardie. Gilbert du Motier de La Fayette, eroe dell'indipendenza americana, assunse il comando della Guardia nazionale e il re fu obbligato a riconoscere la coccarda tricolore. Sebbene venne ritrovata la pace, molti nobili videro il nuovo ordine come non accettabile, così emigrarono per spingere i regni vicini a dichiarare guerra al nuovo regime. Per questo periodo di instabilità, lo Stato venne colpito per diverse settimane tra il luglio e l'agosto 1789 da un periodo di violenti conflitti di classe.
Nell'agosto 1789 l'Assemblea Nazionale adottò la Dichiarazione dei diritti dell'uomo e del cittadino, come un primo passo in vista di emanare una costituzione. Usando la dichiarazione d'indipendenza americana, definisce una serie di diritti individuali e collettivi. Influenzata dalla dottrina del diritto naturale, questi diritti venivano considerati naturali e universalmente validi. L'Assemblea Nazionale sostituì le province storiche della Francia con ottantatré dipartimenti, amministrati uniformemente e approssimativamente uguali uno dall'altro in estensione e popolazione. Il 4 agosto 1789, con il decreto d'agosto, l'Assemblea abolì il feudalesimo, spazzando via sia i diritti signorili del Primo Stato sia la decima raccolta dal Secondo Stato. In corso di poche ore il clero, i nobili, città, compagnie e via dicendo, persero i loro secolari privilegi. L'Assemblea abolì alcuni simboli dell''Ancien Régime, come le livree e l'araldica. Nonostante gli intrighi dell'aristocrazia più conservatrice, l'Assemblea continuava a lavorare per dare una nuova costituzione. Una nuova organizzazione giudiziaria fece dei magistrati indipendenti al trono. Il legislatore abolì anche gli uffici ereditari, eccetto la monarchia. Nei casi criminali bisognava trovare le prove. Il re aveva l'unico potere di proporre la guerra, ma con la decisione definitiva del potere legislativo. L'Assemblea decise di abolire le dogane interne e soppresse le corporazioni di arti e mestieri.
La Rivoluzione causò un massiccio avvicendamento di poteri dalla Chiesa cattolica allo Stato. Sotto l'Antico Regime, la Chiesa era l'ente con maggiori proprietà fondiarie. Il legislatore decretò nel 1790 l'abolizione di raccogliere, da parte dell'autorità ecclesiastica, una tassa sui raccolti, la cancellazione dei privilegi speciali goduti dal clero e la confisca delle proprietà della Chiesa. L'Assemblea risolse in parte la crisi finanziaria della Francia con le confische ai danni della Chiesa.
Quando della plebaglia da Parigi attaccò il palazzo reale di Versailles nell'ottobre 1789, la famiglia reale fu costretta a trasferirsi nel palazzo delle Tuileries a Parigi. Successivamente nel giugno 1791 la famiglia reale tentò di scappare in segreto, per ricercare appoggio dalle potenze alleate, ma il re venne scoperto a Varennes e Luigi e la famiglia furono riportati a Parigi, sotto arresto alle Tuileries.
Intanto stavano formandosi le fazioni all'interno dell'Assemblea. Gli oppositori alla rivoluzione si sedevano nei posti alla destra. Poi c'erano i monarchici liberali, che si ispiravano alla monarchia britannica. Il "Partito Nazionale", di centro o centro-sinistra, rappresentava idee più estreme. Tuttavia la maggioranza dell'Assemblea era maggiormente a favore di una monarchia costituzionale, invece di una repubblica. Con la costituzione del 1791 si decise pertanto di lasciare Luigi XVI come re, il quale però doveva prestare giuramento sulla costituzione. Il re doveva dividere il potere con l'Assemblea, ma restava il diritto di veto e la scelta dei suoi ministri.
L'Assemblea Legislativa si radunò per la prima volta il 1º ottobre 1791 e si trovò nel caos già in meno di un anno. L'Assemblea consisteva di circa 165 foglianti, monarchici costituzionali, alla destra, circa 330 girondini, repubblicani liberali e giacobini, repubblicani radicali, alla sinistra ed infine circa 250 deputati non affiliati. Il re pose subito il veto su alcune questioni, come la minaccia di morte agli espatriati che rifiutarono la Rivoluzione e il giuramento del clero. Nel corso di un anno si arrivò a una crisi costituzionale.
Intanto nelle questioni estere, nella dichiarazione di Pillnitz dell'agosto 1791, l'Imperatore Leopoldo II, il Conte Carlo di Artois, il futuro Carlo X, e Guglielmo II di Prussia fecero della causa di Luigi XVI la loro. Questi nobili chiesero che l'Assemblea fosse dissolta sotto minaccia di guerra, ma, invece di far impaurire i francesi, li fecero infuriare. Come conseguenza i confini vennero militarizzati. Con la Costituzione del 1791 venne adottata la monarchia costituzionale, così il re sostenne la guerra contro l'Austria per incrementare la sua popolarità. Con l'arrivo dell'esercito prussiano in Francia, si stavano formando i primi dubbi sulla condotta dell'aristocrazia. Queste tensioni culminarono nei massacri di settembre. Dopo le prime vittorie dell'esercito rivoluzionario nella battaglia di Valmy il 20 settembre 1792, il giorno dopo venne proclamata la Prima Repubblica francese. Durante gli ultimi mesi del 1792, le armate rivoluzionarie occuparono i Paesi Bassi austriaci, la riva sinistra del Reno, la Savoia e Mulhouse. Nel frattempo venne costituita la Convenzione nazionale.

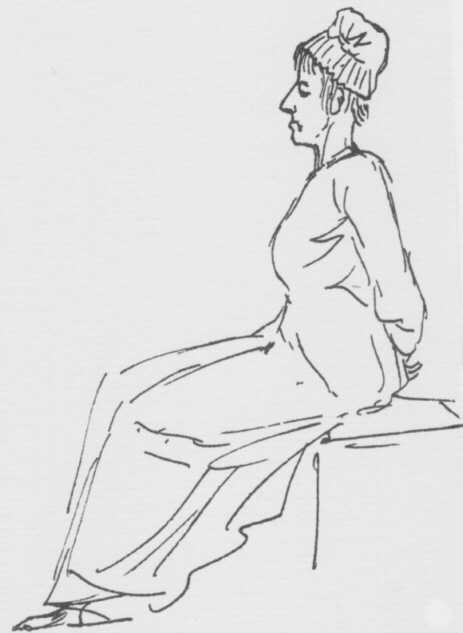
Maria Antonietta condotta al patibolo. Schizzo di Jacques-Louis David.

Dopo l'emissione del manifesto di Brunswick del luglio 1792 che minacciava la popolazione francese dagli attacchi austriaci e prussiani, Luigi XVI venne sospettato di tradimento, venne così arrestato e, assieme alla famiglia, imprigionato. In una sessione dell'Assemblea Legislativa, venne sospesa la monarchia. Poco meno di un terzo dei deputati era presente alla votazione, la maggioranza di essi erano Giacobini. Il re venne processato, condannato a morte e ghigliottinato il 21 gennaio 1793. La regina Maria Antonietta seguì il marito al patibolo il 16 ottobre 1793 lasciando come eredi al trono suo figlio e sua figlia Maria Teresa Carlotta allora tredicenne.
L'esecuzione del re indignò tutta l'Europa monarchica e provocò la formazione della Prima coalizione antifrancese. La prima repubblica venne assalita dall'esterno nella primavera del 1793. In marzo, l'ovest della Francia, in particolare la regione della Vandea fu agitata da una rivolta filomonarchica, cattolica e controrivoluzionaria. A Parigi scoppiò una rivolta dei sanculotti. In uno Stato di crisi, i Montagnardi, la parte più radicale della Rivoluzione, cacciarono i girondini dalla Convenzione agli inizi di giugno del 1793. I Montagnardi instaurarono un governo estremamente centralizzato, nel quale le decisioni erano prese da un comitato di salute pubblica, dominato dalla personalità di Robespierre uno dei fondatori, artefice della rivoluzione. Vennero prese misure straordinarie contro i nemici, veri e presunti, della Rivoluzione. Nel periodo del Terrore almeno diciottomila persone, accusate di attività controrivoluzionaria, furono ghigliottinate, o perlomeno, giustiziate con altra modalità. La popolarità di Robespierre iniziò a declinare, così il 27 luglio 1794 venne arrestato e poi ghigliottinato. Il nuovo governo venne formato in prevalenza da girondini sopravvissuti al periodo del Terrore e, dopo aver preso il potere, iniziarono la loro vendetta verso i giacobini e anche a giustiziarne (periodo del Terrore bianco).
La Convenzione approvò la "Costituzione dell'anno III" il 17 agosto 1795, un plebiscito la ratificò in settembre ed entrò in vigore il 26 settembre. La nuova costituzione creò il Direttorio e il sistema bicamerale. Il parlamento consisteva in cinquecento rappresentanti e duecentocinquanta senatori. Il potere esecutivo andava così al Direttorio, composto di cinque membri, nominati dal Consiglio degli Anziani, su una lista redatta dal Consiglio dei Cinquecento. La nazione desiderava al momento tranquillizzarsi per rimarginare le ferite. Quanti volevano la resurrezione dell'Antico Regime e ristabilire il Terrore, erano un'esigua minoranza. Le possibilità di interferenze straniere stavano diminuendo, dato che la prima coalizione era collassata. I quattro anni di governo direttoriale furono un periodo di forti inquietudini, poiché continuarono le atrocità, i provvedimenti arbitrari e l'odio tra le parti. Il Direttorio durò fino al 1799 quando Bonaparte formò il Consolato.

#### Francia Napoleonica

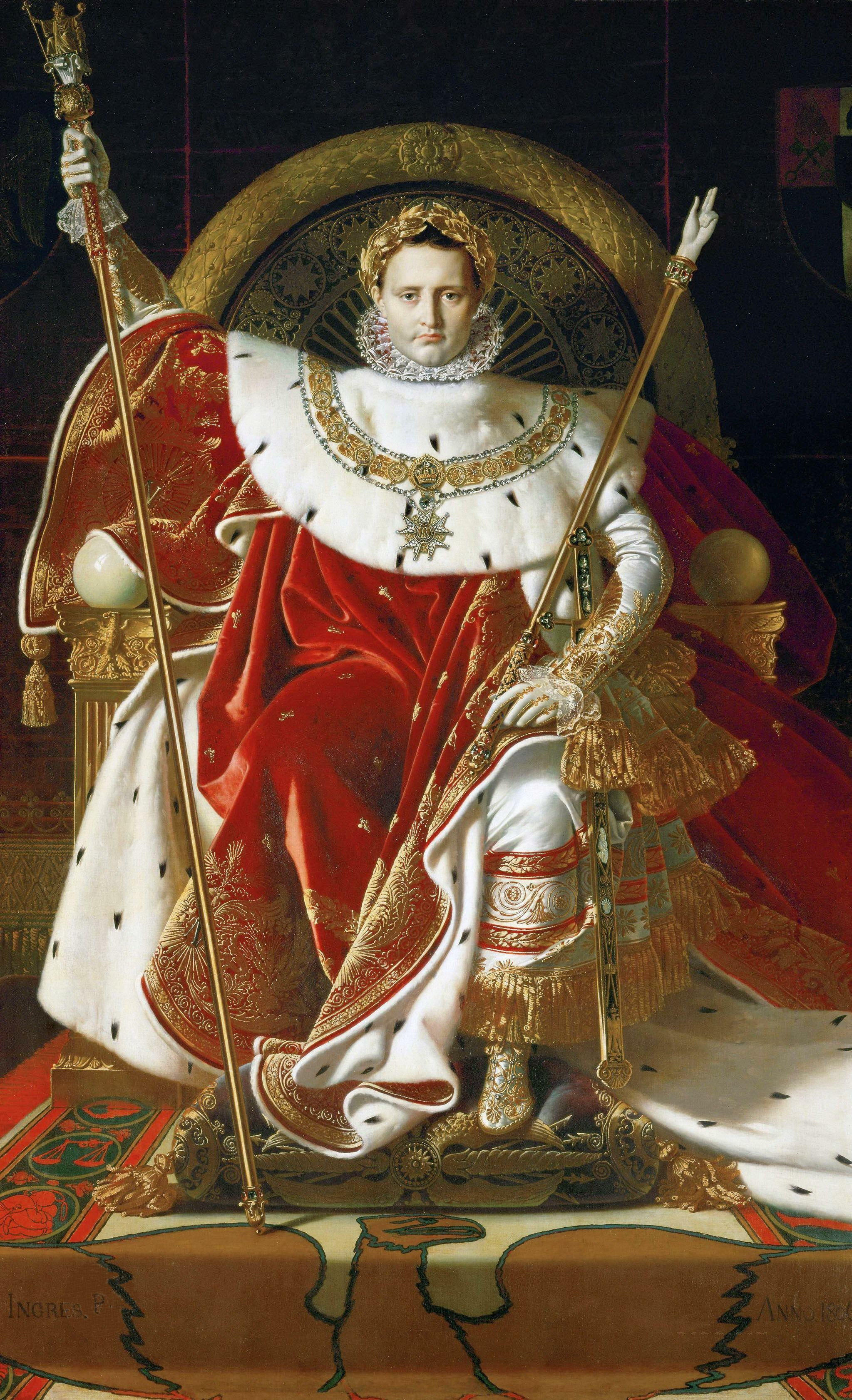
Napoleone sul suo trono Imperiale, di Jean Auguste Dominique Ingres

Nel 1796 la Francia rivoluzionaria restava ancora in guerra contro l'Austria, la Gran Bretagna, Napoli e la Sardegna. Contro l'Austria furono organizzate due spedizioni, una a nord, comandata dai generali Moreau e Jourdan, e l'altra a sud, con al comando Napoleone Bonaparte (una terza spedizione aveva lo scopo di sbarcare in Irlanda). Mentre la spedizione in Germania si rivelò un disastro, la campagna d'Italia del giovane comandante corso fu travolgente, poiché, tra il 1796 e il 1798, tutta la penisola italiana cadde in mano francese. In Italia, Svizzera e Olanda si formarono le cosiddette "repubbliche sorelle".

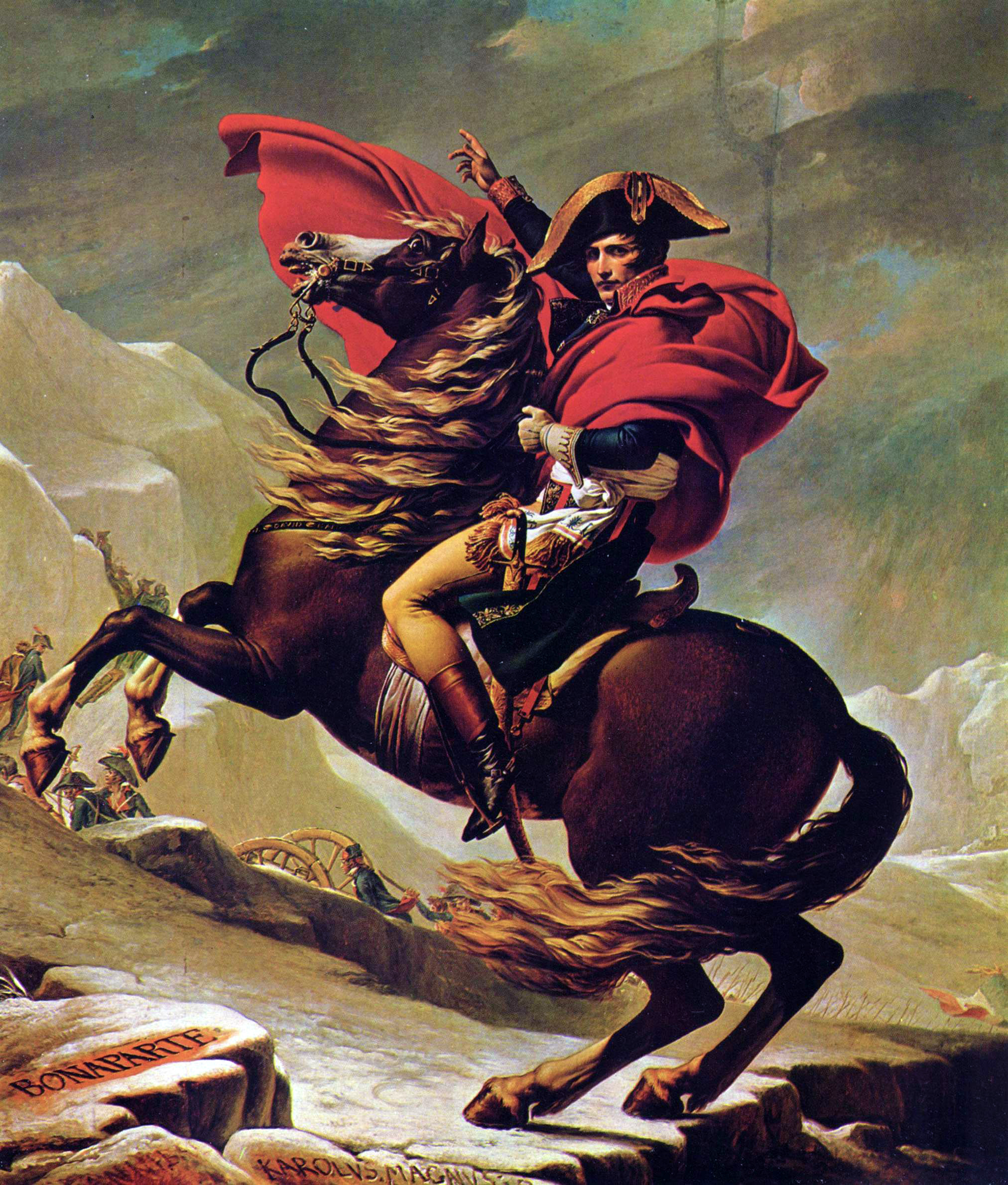
Napoleone attraversa le Alpi, Jacques-Louis David

Dopo le folgoranti vittorie in Italia Napoleone decise di invadere l'Egitto, all'epoca alleato della Gran Bretagna, e il Direttorio acconsentì all'impresa. Sulla via dell'Egitto, Napoleone conquistò Malta a scapito dei Cavalieri di San Giovanni. In seguito l'esercito francese sconfisse gli Ottomani nella Battaglia delle piramidi. Nel frattempo la flotta britannica, comandata dall'ammiraglio Nelson, distrusse quella francese nella battaglia del Nilo. Venuti a conoscenza della disfatta francese, gli ottomani misero in piedi un esercito per attaccare Napoleone in Egitto, ma Napoleone ancora una volta preferì contrattaccare. Venne anche pianificata l'invasione della Siria, ma l'assedio di Acri fallì, così Napoleone dovette far ritorno in Europa, lasciando una significativa parte dell'esercito in Egitto. Gli uomini rimasti in Egitto subirono un attacco congiunto dalle forze britanniche e mamelucche, ma vennero respinte nell'assedio del Cairo nel marzo 1800. Nonostante le vittorie sui campi di battaglia, l'esercito francese dovette arrendersi lo stesso, poiché scoppiò un'epidemia.

Quando Napoleone ritornò in Francia, il Direttorio si trovava in una posizione assai debole, perché si era formata una nuova coalizione antifrancese (gli austriaci e i prussiani non intendevano accettare le perdite territoriali subite nelle guerre precedenti), mentre i monarchici ambivano alla restaurazione della monarchia. I russi espulsero i francesi dall'Italia, mentre gli austriaci sconfissero l'esercito francese in Svizzera. In questo periodo di gravi difficoltà per la Francia, Napoleone arrivò al potere con il colpo di Stato del 18 brumaio (novembre 1799) e instaurò il regime del Consolato. Gli austriaci vennero battuti nelle battaglie di Marengo e Hohenlinden nel 1800. Intanto una flotta francese, comandata dall'ammiraglio Louis-René Levassor de Latouche Tréville trovò alcuni successi in mare contro i britannici. Alla fine la seconda coalizione antifrancese fu sconfitta e la pace venne ristabilita in due distinti trattati: il trattato di Lunéville e quello di Amiens. Nel 1803 Napoleone cedette il territorio della Louisiana al governo statunitense, in quanto considerato indifendibile.

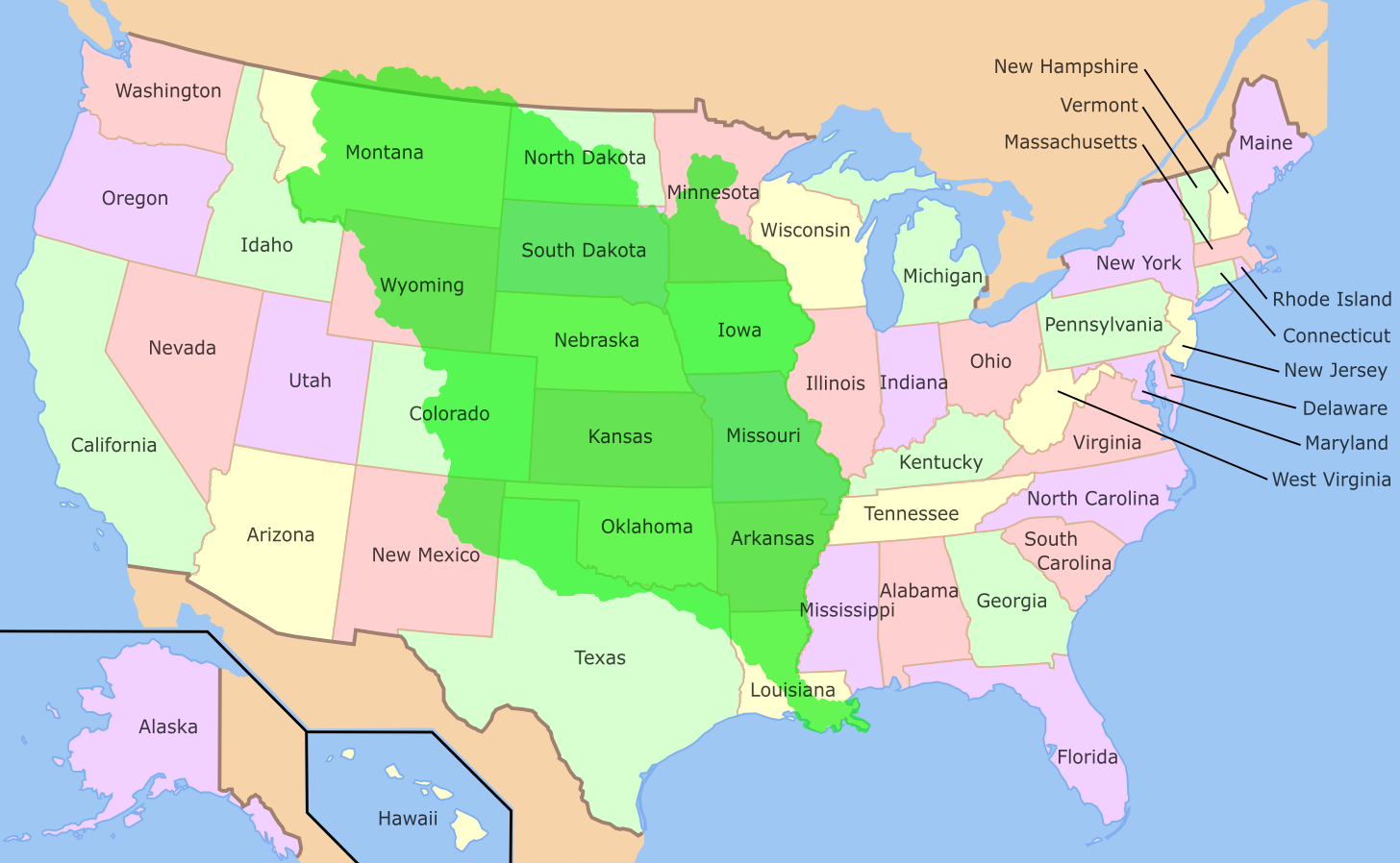
In verde, i territori ceduti dalla Francia agli Stati Uniti nel 1803.

Il 21 marzo 1804 entrò in vigore il codice napoleonico su tutti i territori sotto controllo francese. Il 18 maggio Napoleone venne incoronato Imperatore dal senato, inaugurando così il Primo Impero francese. Tecnicamente il dominio di Napoleone era costituzionale, e, sebbene autocratico, era molto più avanzato rispetto alle altre monarchie europee dell'epoca. La proclamazione dell'impero francese venne indotta al momento della guerra contro la terza coalizione antifrancese. L'esercito francese venne ribattezzato Grande Armée nel 1805 e Napoleone fece uso della propaganda e del nazionalismo per ottenere il consenso dalla popolazione francese. L'esercito francese raggiunse una confortante vittoria nella battaglia di Ulm, dove un intero esercito austriaco venne battuto. Infine Napoleone inflisse agli eserciti austro-russi una grave disfatta ad Austerlitz, distruggendo così la terza coalizione antifrancese. A Trafalgar, dove una flotta franco-spagnola venne sonoramente battuta dai britannici, venne riaffermata la supremazia britannica sui mari. La pace venne sancita con il trattato di Presburgo, con la quale il Sacro Romano Impero venne sciolto e venne creata da Napoleone la Confederazione del Reno sugli ex territori austriaci.
La distruzione del Sacro Romano Impero e la drammatica sconfitta austriaca causò l'entrata in guerra della Prussia a fianco della Gran Bretagna e della Russia; quest'alleanza formò la quarta coalizione antifrancese. Sebbene fosse di fronte a queste tre grandi potenze, la Francia non era da sola a combatterle, dato che aveva una complessa rete di alleanze, per non parlare di stati "vassalli". I prussiani, pur in numero maggiore, vennero sconfitti nella battaglia di Jena nel 1806. Napoleone conquistò Berlino e si spinse fino in Prussia orientale, dove sconfisse l'Impero russo nella battaglia di Friedland. Le condizioni di pace vennero dettate nei trattati di Tilsit, che obbligò la Russia ad entrare nel Blocco continentale e la Prussia a cedere la metà dei suoi territori alla Francia. Il territorio ceduto dalla Prussia costituì il Ducato di Varsavia e le truppe polacche entrarono nella Grande Armée in gran numero.

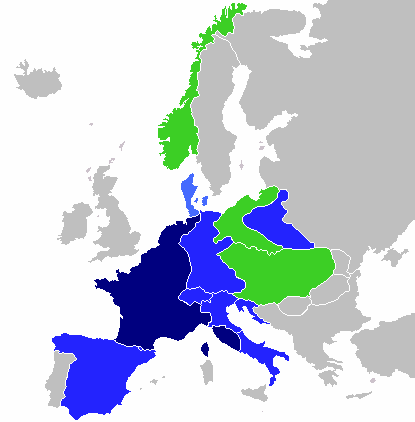
Il Primo impero francese all'apice.

Liberato dagli impegni ad oriente, Napoleone tornò ad ovest, perché la Francia era ancora in guerra con la Gran Bretagna. Solo due paesi erano neutrali nella guerra: Svezia e Portogallo. Nel Trattato di Fontainebleau, venne siglata un'alleanza franco-spagnola in funzione antiportoghese, poiché la Spagna mirava ad annettersi il Portogallo. Gli eserciti francesi entrarono in Spagna per attaccare il Portogallo, ma assediarono le fortezze spagnole e conquistarono a sorpresa il regno. Giuseppe Bonaparte, fratello di Napoleone, fu fatto re di Spagna dopo l'abdicazione di Carlo IV. Questa occupazione della penisola iberica fece scoppiare un'ondata di nazionalismo e ben presto gli spagnoli e portoghesi unitamente combatterono i francesi usando la tattica della guerriglia, sconfiggendoli nella battaglia di Bailén. La Gran Bretagna inviò aiuti in Portogallo, costringendo l'esercito francese ad evacuare dal Portogallo, come definito nella Convenzione di Sintra dopo la vittoria alleata nella battaglia di Vimeiro. La Francia in quel momento controllava effettivamente la Catalogna e Navarra. Un altro attacco francese fu lanciato sulla Spagna, diretto da Napoleone in persona. Intanto l'Impero Francese cominciava a non essere più considerato invincibile. Nel 1808 l'Austria formò la quinta coalizione con l'obiettivo di annientare l'Impero Francese. Gli austriaci sconfissero i francesi nella battaglia di Aspern-Essling, ma le sorti si capovolsero nella battaglia di Wagram. Intanto i polacchi, alleati di Napoleone, sconfissero gli austriaci nella battaglia di Raszyn. Sebbene non decisiva come le sconfitte precedenti, il trattato di pace causò la perdita, da parte dell'Austria, di ulteriori territori.

Napoleone Bonaparte si ritira da Mosca, dopo la disastrosa campagna di Russia.

Nel 1812 scoppiò la guerra con la Russia, impegnando Napoleone nella disastrosa Campagna di Russia. Napoleone assemblò un esercito di oltre seicentomila uomini (erano comprese truppe da tutti gli stati sottomessi da Napoleone) per invadere la Russia, che aveva abbandonato il blocco continentale e stava preparando un esercito ai confini con la Polonia. Dopo una lunga marcia e l'inconcludente battaglia di Borodino, nei pressi di Mosca, la Grande Armée conquistò la città russa, trovandola incendiata e semidistrutta. Questo faceva parte della tattica russa, ossia di fare "terra bruciata". Sebbene ci fossero state battaglie, come quella di Maloyaroslavets, l'esercito napoleonico lasciò la Russia decimato dalla rigidità dell'inverno russo. Intanto in Spagna la guerriglia spagnola divenne incontrollabile e le truppe francesi vennero sconfitte nella battaglia di Vitoria e nella battaglia dei Pirenei. Dopo questi avvenimenti l'esercito francese evacuò anche la penisola iberica. Con la sconfitta francese sul fronte spagnolo e sul fronte russo, gli stati precedentemente conquistati da Napoleone videro l'opportunità di rispondere all'attacco. Si formò quindi la Sesta coalizione e gli stati tedeschi della Confederazione del Reno passarono dall'altra parte. Napoleone fu sconfitto nella battaglia di Lipsia venendo sopraffatto da eserciti molto più numerosi di quello francese nella Campagna dei sei giorni.
Napoleone abdicò il 6 aprile 1814, e venne esiliato all'isola d'Elba. Il Congresso di Vienna riparò ai cambiamenti politici avvenuti in seguito alle guerre. Il tentativo di Napoleone di restaurare l'Impero, periodo detto dei "Cento giorni", finì con la sua sconfitta definitiva a Waterloo nel 1815. La monarchia borbonica venne definitivamente restaurata e Luigi XVIII ascese al trono come sovrano legittimo.

### La Francia nel XIX secolo (1815-1914)

#### La Restaurazione e la "Monarchia di luglio"

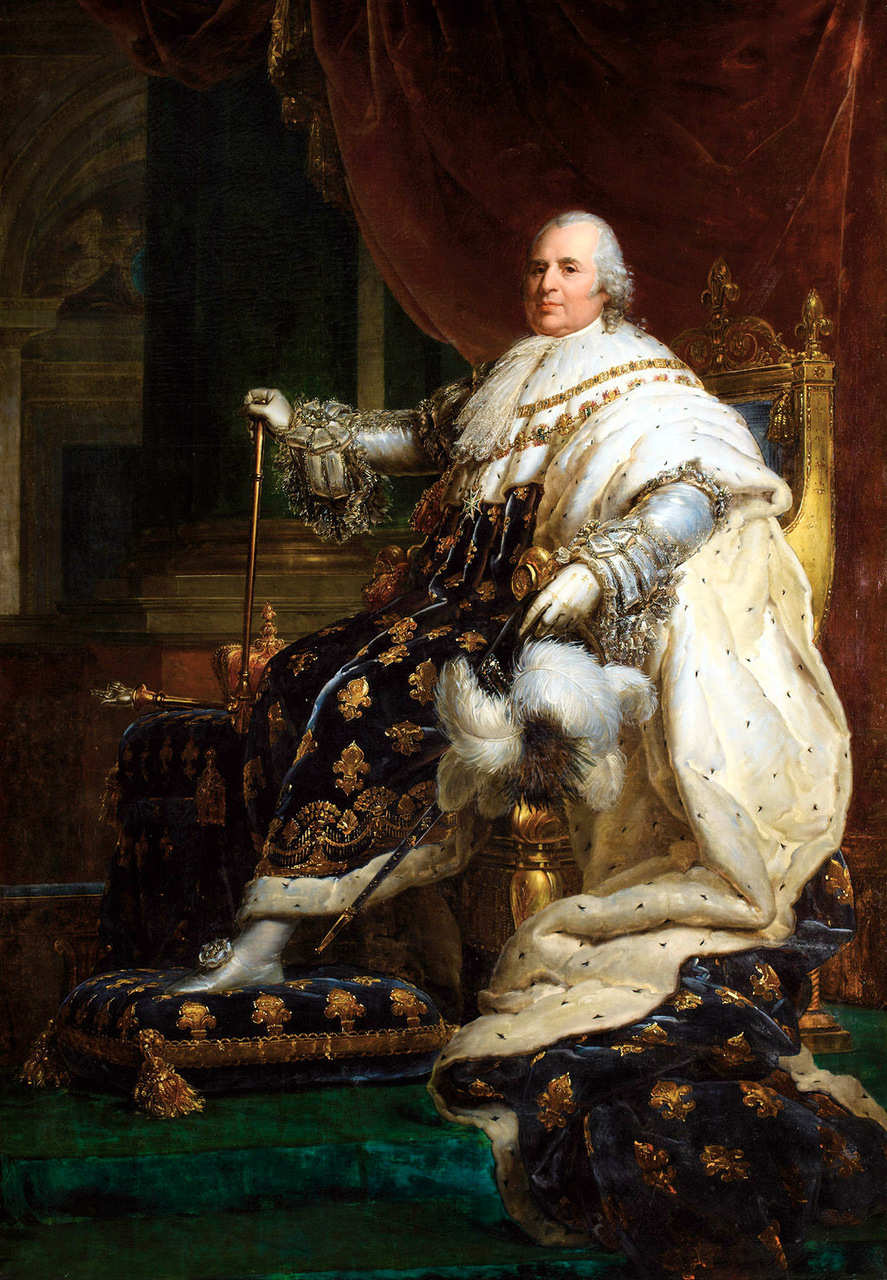
Re Luigi XVIII di Francia.

A seguito della sua sconfitta nel 1815, la monarchia dei Borboni venne definitivamente restaurata in Francia. Luigi XVIII divenne re il 6 aprile 1814, e, dopo i cento giorni di Napoleone, l'8 luglio 1815. Il 4 giugno 1814 il nuovo re, capendo che ormai i cambiamenti politici e sociali dei venticinque anni precedenti erano irreversibili, diede il beneplacito per una nuova carta costituzionale con la quale limitava alcuni suoi poteri. Tuttavia venne riaffermata la monarchia di diritto divino. Al re venne ancora riservata l'iniziativa di emanare le leggi, ma dovevano essere votate dal parlamento, il quale era diviso in due camere, la prima era la camera dei pari, i cui membri erano nominati dal re, l'altra, la camera dei deputati, i cui membri venivano eletti con suffragio censuario.

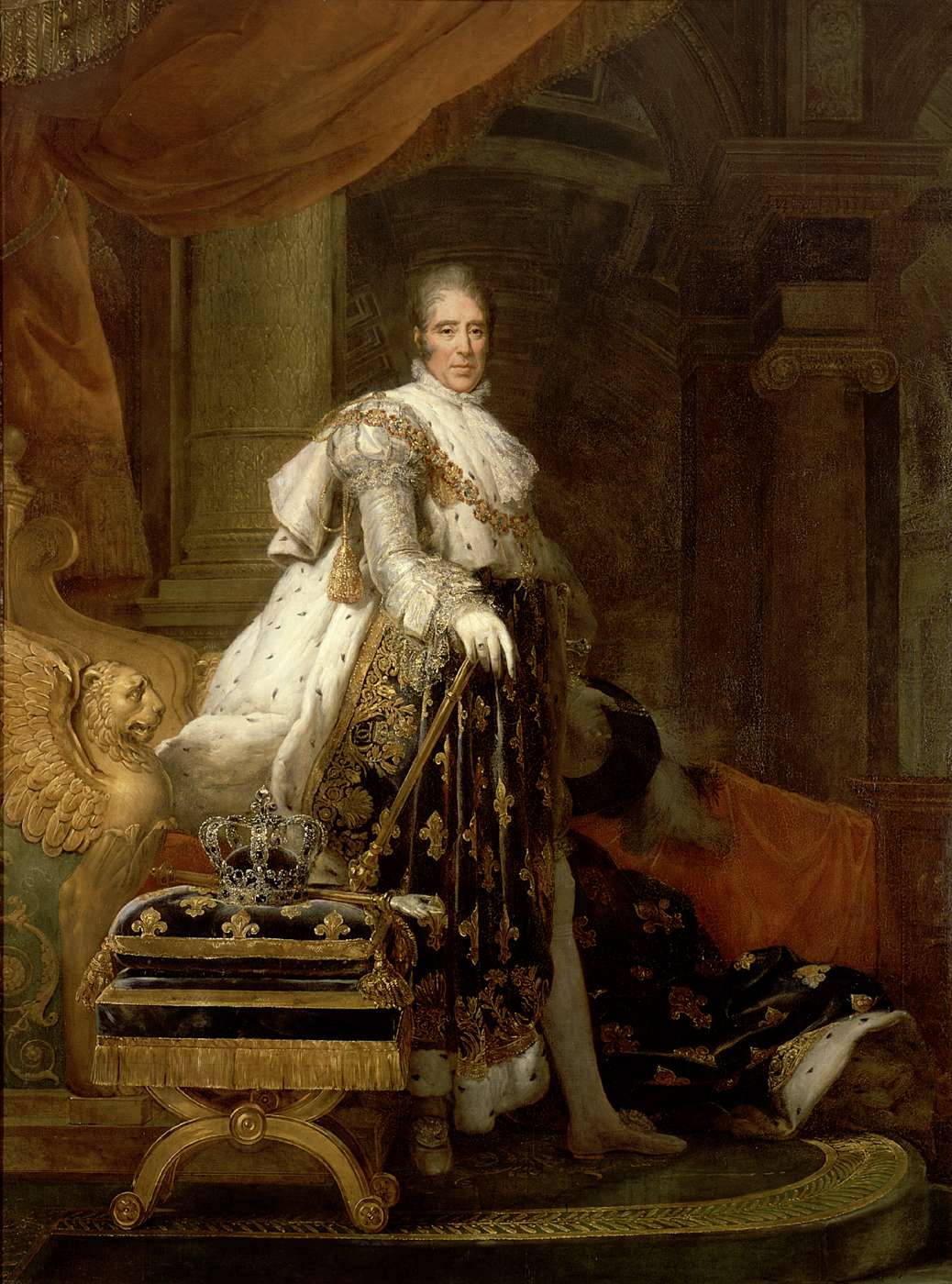
Re Carlo X di Francia.

A Luigi XVIII succedette nel 1824 il fratello Carlo X. Diversamente dal fratello maggiore, Carlo non capì i mutamenti che aveva portato il periodo rivoluzionario, tanto che provò a rinverdire i simboli dell'Antico Regime. In questo periodo della Restaurazione borbonica, la Francia venne agitata da conflitti latenti tra i monarchici reazionari e la borghesia liberale. Nel 1830 Polignac, ministro di Carlo X, fece pubblicare alcune ordinanze di chiaro stampo reazionario, come il ristabilimento della censura per la stampa, la dissoluzione delle camere, la modificazione del suffragio censorio, in senso ancor più restrittivo. Allo stesso tempo, il 12 giugno 1830, Polignac sfruttò la debolezza del Bey di Algeri per invadere l'Algeria. La notizia della caduta di Algeri raggiunse Parigi proprio nel momento in cui scoppiarono delle sommosse che condussero alla rivoluzione di luglio. Carlo X abbandonò Parigi ma la monarchia sopravvisse, con l'arrivo al regno di Luigi Filippo d'Orléans, esponente di un ramo cadetto dei Borboni e considerato di orientamento liberale. Il principale cambiamento stava che il concetto di sovranità nazionale rimpiazzò la sovranità di diritto divino. Questo cambiamento si manifestò anche sull'intitolazione del Luigi Filippo, non più "re di Francia", bensì "re dei francesi". La bandiera tricolore rimpiazzò definitivamente la bandiera borbonica. Per onorare le vittime della Rivoluzione di luglio, Hector Berlioz compose un Requiem; rivide anche la Marsigliese, che divenne l'inno nazionale della Francia. Durante il regno di Luigi Filippo d'Orléans l'alta borghesia, legata alle banche e alla grande impresa, diventò dominante in Francia. Così la monarchia di luglio corrisponde agli inizi dell'industrializzazione della Francia. Lo sviluppo della ferrovia fu spettacolare. La rivoluzione industriale creò una nuova classe sociale, quella dei proletari urbani. Con questi sconvolgimenti sociali, per rimediare alle ingiustizie sociali stavano mettendo le prime radici in Francia le idee anarchiche e socialiste, come formulato dai pensatori Pierre-Joseph Proudhon e Louis Blanc.
In quegli anni la colonizzazione francese nei territori d'oltremare ricevette nuovi impulsi. L'occupazione dell'Algeria si estese anche all'entroterra. Nel 1842 i generali Binger, Crozat e Marchand si lanciarono alla conquista della Costa d'Avorio, ma dovettero far fronte alla resistenza di Samory Turé.

#### La Seconda Repubblica
Nel 1847, l'opposizione portata da un'ondata di malcontento dovuta alla corruzione del regime e alla crisi economica organizza in tutto il paese dei banchetti per domandare l'allargamento del corpo elettorale. Poiché la libertà di riunirsi non esisteva, la presenza di questi banchetti repubblicani permette agli oppositori del regime di riunirsi senza infrangere la legge. Il 22 febbraio 1848, il potere proibì la tenuta di un banchetto. Questo atteggiamento provocò delle manifestazioni che si susseguirono anche il giorno dopo. Così le truppe dell'esercito sparano alcuni colpi sui manifestanti. Quando tutta Parigi venne a conoscenza della novità, i ceti popolari della città si rivoltarono. Il re allora abdicò per non sentirsi responsabile di un massacro. Gli insorti avevano imparato la lezione del 1830. Pretesero che dei repubblicani si sedessero nel governo provvisorio, il quale la sera stessa proclamò la repubblica.
La Seconda Repubblica istituì definitivamente il suffragio maschile. Abolì lo schiavismo su proposta di Victor Schœlcher. Quest'ultimo non impedì all'esercito francese di iniziare la conquista del Senegal nello stesso anno. Sotto la pressione popolare vennero adottate alcune misure sociali, come la proclamazione del diritto al lavoro, limitazione della giornata di lavoro a dieci ore a Parigi e a undici ore in provincia. Vennero creati anche degli atelier nazionali per dare lavoro ai parigini toccati dalla crisi economica, tuttavia nelle elezioni di aprile del 1848 i francesi elessero una maggioranza moderata, ostile alle misure innovatrici (500 deputati) o addirittura dei monarchici (300). I socialisti, che difendevano le misure sociali, non erano che un centinaio. Il governo provvisorio decise di chiudere gli ateliers nazionali. La parte orientale di Parigi si rivoltò all'annuncio di questa decisione. Il generale Cavaignac venne munito di pieni poteri per fermare la ribellione. Troncò la ribellione in un bagno di sangue, dopo tre giorni di combattimenti tra il 23 e il 25 giugno 1848. Queste «journées de juin» discreditarono la giovanissima repubblica. Gli operai vittime della repressione iniziano a disperdersi, mentre i contadini e i grandi possidenti, timorosi dei disordini sociali, chiesero la stabilità politica.
Per decidere al riguardo delle nuove istituzioni, i costituenti si ispirarono agli Stati Uniti, di cui modello fu fatto conoscere da Alexis de Tocqueville, nel suo libro De la démocratie en Amérique pubblicato nel 1835. La costituzione del 4 novembre 1848 scelse di affidare il potere esecutivo a un presidente eletto a suffragio universale diretto per un periodo di quattro anni; poteva ripresentarsi alle elezioni successive dopo un intervallo di quattro anni. Come negli Stati Uniti, l'assemblea e il presidente erano totalmente indipendenti, ma, contrariamente al sistema americano, il presidente non aveva potere di veto.
Luigi Napoleone Bonaparte, Lamartine, Cavaignac e il socialista Raspail erano i candidati all'elezione presidenziale, la prima a suffragio maschile in Francia. Il nipote di Napoleone I venne eletto presidente per quattro anni il 10 dicembre 1848, con il 75% dei voti – ottenuti dai ceti tradizionalisti, approfittando anche della debolezza delle sinistre e dal basso livello di istruzione; diversi contadini avevano addirittura pensato di votare per Napoleone I. La nuova assemblea eletta nel maggio 1849 venne dominata dai gruppi monarchici: iniziò una politica estremamente conservatrice. Inviò delle truppe a Roma per sostenere il Papa nel suo dominio temporale, minacciato dai rivoluzionari. Votò la legge Falloux che metteva la scuola sotto controllo della Chiesa cattolica. Il 31 maggio 1850, l'Assemblea votò una legge elettorale che escludeva dal corpo elettorale coloro che non potevano dimostrare la residenza nello stesso comune per tre anni, cosicché vennero eliminati tre milioni di elettori, principalmente operai salariati. Opponendosi a queste misure, Luigi Napoleone divenne l'eroe del popolo.
Agli inizi del 1851, Luigi Napoleone Bonaparte chiese una revisione della costituzione per permettergli di ripresentarsi alla fine del mandato. Davanti al rifiuto dell'Assemblea Nazionale, eseguì un colpo di Stato il 2 dicembre 1851, sciolse l'Assemblea Nazionale, si assicurò i pieni poteri e fece quindi votare un plebiscito per ratificare la nascita del Secondo Impero. Finiva l'esperienza autoritaria della seconda Repubblica.

#### Il Secondo Impero

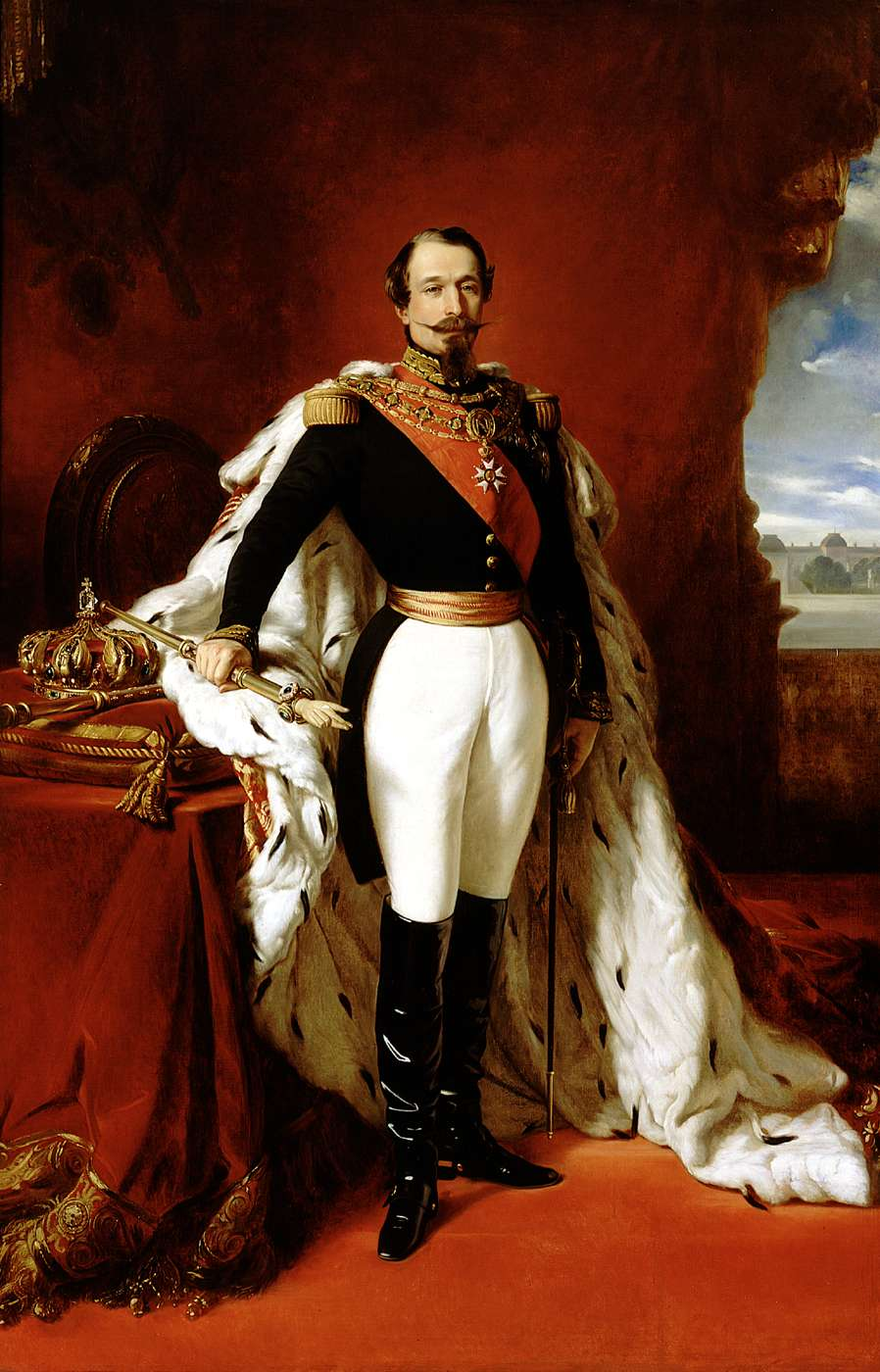
Napoleone III imperatore

Il colpo di Stato del 2 dicembre 1851 non provocò molte reazioni e solo poche personalità si opposero apertamente al nuovo regime. Fu il caso di Victor Hugo che partì in esilio, stabilendosi a Guernsey, da dove non cessò di fustigare Luigi Napoleone Bonaparte, chiamato Napoléon le petit. Il plebiscito del 20 dicembre 1851 diede al nuovo "uomo forte" i pieni poteri per redigere una nuova costituzione. Dopo un altro plebiscito, venne proclamato imperatore con il nome di Napoleone III. Napoleone III mise in piedi un regime autoritario: la libertà di stampa venne limitata, gli oppositori vennero perseguitati la pratica delle candidature ufficiali ridusse l'opposizione al silenzio. Solo qualche repubblicano riuscì a farsi eleggere, ma poiché il paese stava godendo di una buona congiuntura economica, ci furono poche proteste.
Dal 1860, l'Impero divenne più liberale. Napoleone III stava perdendo gran parte dell'appoggio dei cattolici poiché stava facilitando il processo unitario in Italia, il che andava contro gli interessi del Papato. Inoltre, la firma di un trattato di libero scambio con il Regno Unito, all'epoca prima potenza economica e politica, scontentò gli industriali francesi che temevano la concorrenza dei prodotti inglesi. L'imperatore cercò dei nuovi sostenitori, andando incontro ai liberali e alle classi popolari. Il diritto di sciopero venne accordato nel 1864. Gli operai ebbero il diritto di costituire le casse di mutuo soccorso. Il corpo legislativo ottenne poco a poco dei diritti: poteva criticare il governo, votare il budget. Tornò ad avere l'iniziativa legislativa nel 1869. Il secondo impero stava evolvendosi verso un regime parlamentare, i ministri erano responsabili davanti al parlamento. Questo allentamento dell'autoritarismo del regime venne approvato massicciamente da un plebiscito nel maggio 1870. L'impero stava consolidandosi su basi più democratiche, tuttavia venne spazzato via qualche mese dopo.
Il decollo industriale della Francia iniziò durante il Secondo Impero. Il credito venne liberalizzato. Vennero intrapresi grandi opere di ammodernamento a Parigi sotto la direzione del barone Haussmann.
Sul piano internazionale la Francia operò un ritorno spettacolare. Napoleone III era molto influenzato dall'epopea napoleonica. Volle donare alla Francia un ruolo preponderante in Europa e nel mondo. Nel 1854 cominciò sotto l'impulso di Faidherbe la conquista del Senegal.

Inoltre la Francia iniziava ad interessarsi dell'Indocina; dimostrò ancora il suo peso politico nella guerra di Crimea a fianco dei britannici. Le truppe francesi intervennero anche in Messico per sostenere l'arciduca Massimiliano che tentò di instaurare un grande impero latino e cattolico. L'avventura fallì miseramente: Massimiliano venne fucilato dai rivoluzionari messicani.
Napoleone III sostenne il processo dell'unità italiana e tedesca. In cambio dei suoi aiuti, la Francia ricevette dal giovane regno d'Italia Nizza e la Savoia. In cambio della sua neutralità nella guerra austro-prussiana del 1866, Napoleone III reclamò delle compensazioni territoriali che Otto von Bismarck, il cancelliere prussiano, rifiutò di accordargli. Al contrario, vennero moltiplicate le provocazioni verso la Francia per costringerla a dichiarare guerra alla Prussia. Così si arrivò alle ostilità tra Francia e Prussia, che iniziarono il 19 luglio 1870. La Francia poté opporre solo 265000 uomini contro i 500000 prussiani. La guerra girò rapidamente a favore della Prussia. Il 6 agosto 1870 venne persa l'Alsazia. Napoleone III venne definitivamente sconfitto a Sedan il 2 settembre 1870 e fatto prigioniero.
All'annuncio della sconfitta di Napoleone III si formò un governo provvisorio di "salute pubblica", con a capo Léon Gambetta prima e Adolphe Thiers poi, che portò all'armistizio con la Prussia e alla repressione della Comune di Parigi. Le prime elezioni, tenutesi nel 1871, videro il successo delle fazioni monarchiche, che però erano divise tra di loro su chi scegliere come re. Dopo 4 anni di incertezza istituzionale, finalmente nel 1875 fu proclamata la Terza Repubblica.

#### La Terza Repubblica
La Terza Repubblica francese fu il sistema politico in vigore per quasi settant'anni, dal 1871 (ma ufficialmente dal 1875) alla disfatta del 1940. Era un regime parlamentare, con una presidenza della Repubblica dai pochi poteri, un Parlamento privo di partiti organizzati e caratterizzato dalla breve durata dei governi.
La nascita della repubblica vide la Francia occupata dalle truppe straniere, la capitale teatro di un'insurrezione di stampo socialista – la Comune di Parigi, che venne violentemente repressa da Adolphe Thiers – e due province Alsazia e Lorena annesse all'Impero tedesco. Per mezzo secolo i francesi sentirono il desiderio di rivincita (revanche, da cui revanscismo) dalla sconfitta patita. La repressione della Comune fu sanguinosa. Si stima che il numero di persone uccise durante La Semaine Sanglante fosse di cinquantamila. Settemila vennero esiliati in Nuova Caledonia. Altre migliaia ripararono in Belgio, Inghilterra, Italia, Spagna e Stati Uniti.
Dopo questa sconfitta, i repubblicani dovettero battersi anche contro i movimenti reazionari, i quali rifiutavano l'eredità della rivoluzione del 1789. Sia i legittimisti e gli orleanisti erano contrari al repubblicanesimo, visto come un'estensione della modernità e dell'ateismo, che rompeva le tradizioni della Francia. Questo Stato durò fino alla crisi del 1877, che portò alla presidenza il monarchico Patrice de Mac-Mahon nel gennaio 1879. La morte di Enrico, conte di Chambord nel 1883 (Enrico V), il quale come nipote di Carlo X rifiutò di abbandonare i fleur-de-lys e la bandiera bianca, simboli borbonici, produsse la fine dell'alleanza dei monarchici francesi. Gli orleanisti accettarono, come Adolphe Thiers, la repubblica. I legittimisti vennero emarginati; alcuni di loro fondarono Action française nel 1898, durante l'Affaire Dreyfus. Action française divenne un movimento influente negli anni trenta, in particolare tra gli intellettuali del Quartiere latino. Nel 1891, l'enciclica rerum novarum di papa Leone XIII fece diventare legittimi i movimenti cattolici, che in Francia avevano origine negli sforzi di Felicité de La Mennais all'epoca della monarchia di luglio.
Inizialmente la Terza repubblica era guidata da monarchici conservatori, ma i repubblicani riuscirono ad arrivare al potere. Nel periodo 1879-1899 arrivarono al potere repubblicani moderati ed ex-radicali (come Léon Gambetta). Con le leggi di Jules Ferry vennero poste le basi per l'educazione gratuita e laica in Francia.
I moderati si divisero profondamente sulla questione Dreyfus: ciò permise ai radicali di arrivare al potere dal 1899. Durante questo periodo si susseguirono crisi, tra cui quella del tentato colpo di Stato di stampo conservatore promosso da Georges Boulanger nel 1889. Tutto questo dimostrava la fragilità delle istituzioni repubblicane. Le politiche radicali in materia di educazione, come la soppressione delle lingue locali e l'istruzione obbligatoria, servizio di leva, controllo dei ceti operai eliminarono il dissenso interno e i regionalismi. La partecipazione nella spartizione dell'Africa e nell'acquisizione di altri territori oltremare, come l'Indocina francese, crearono i miti della grandeur francese. Tutti questi processi trasformarono la Francia da un paese con forti componenti regionali in uno Stato-nazione. Nella guerra sino-francese l'ammiraglio Courbet distrusse la flotta cinese ancorata a Fuzhou. La Francia istituì un protettorato nel Vietnam centro-settentrionale, che venne diviso in Tonchino e Annam.
Nello sforzo di isolare la Germania, la Francia arrivò a stringere patti di alleanza con la Russia zarista nel 1894 (Alleanza franco-russa) e il Regno Unito nel 1904 (Entente cordiale). Nel 1907, Regno Unito e Russia stipularono a loro volta un accordo dando vita ad una Triplice intesa fra le tre potenze. La Francia aveva anche interessi economici in Asia orientale e cercò di allearsi con il Giappone. Durante la Missione Iwakura l'ambasciatore speciale Iwakura Tomomi chiese assistenza alla Francia per riformare il Giappone. Vennero così inviate alcune missioni militari in Giappone tra gli anni settanta e ottanta per aiutare a modernizzare l'esercito giapponese.

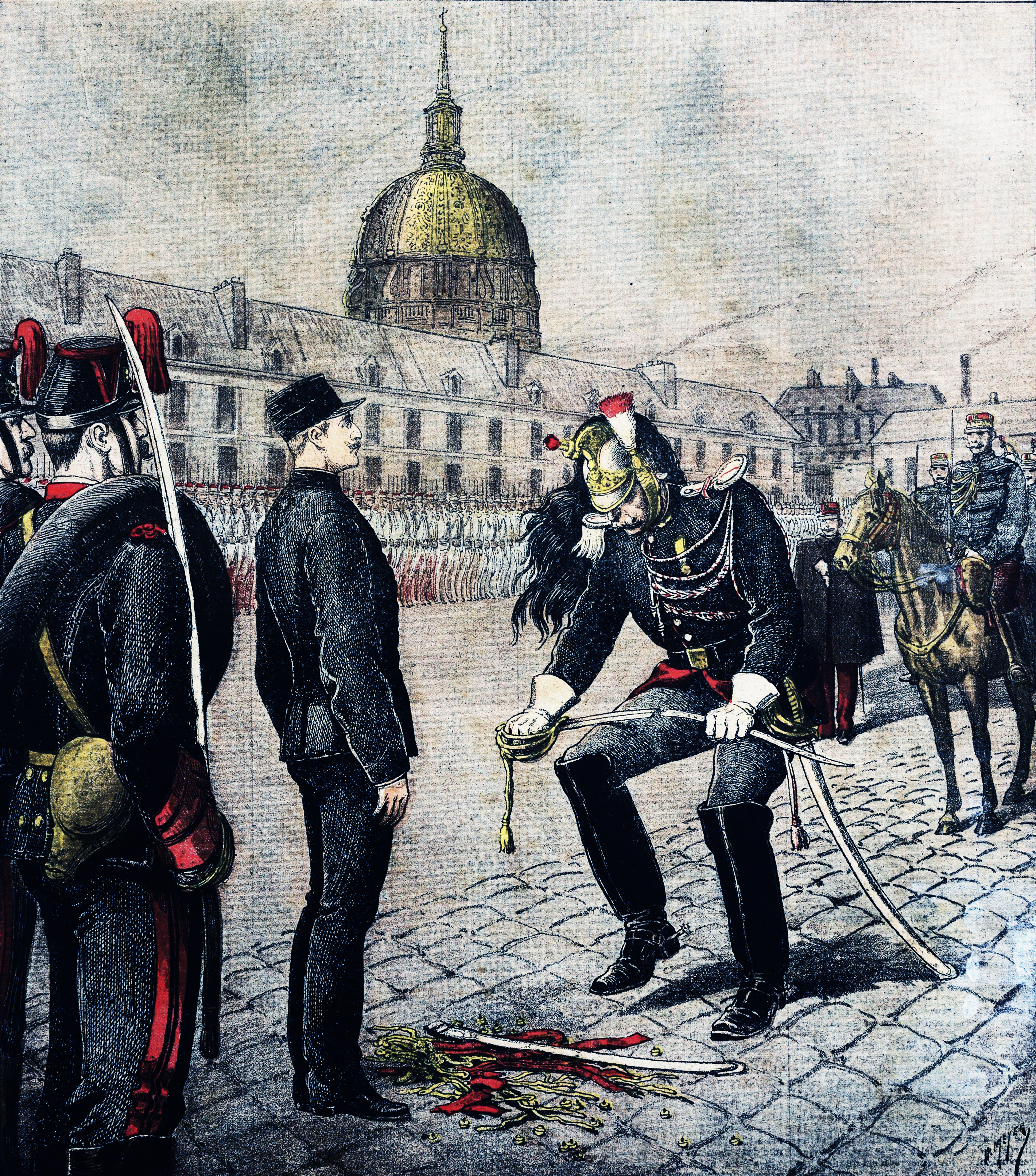
La degradazione di Alfred Dreyfus.

Tra l'Ottocento e il Novecento l'opinione pubblica francese si divise profondamente sull'Affaire Dreyfus. Il caso scoppiò verso la fine del 1894 quando Alfred Dreyfus, un capitano di origini ebraiche membro dello stato maggiore, venne accusato da un tribunale militare di alto tradimento. Nonostante i documenti su cui si era basato il processo fossero palesemente falsi, Dreyfus fu condannato quale estensore di una lettera indirizzata ad un ufficiale tedesco in cui venivano rivelate importanti informazioni militari francesi e non fu riabilitato che da un verdetto della Corte di cassazione prima del luglio del 1906. Mentre Dreyfus era imprigionato sull'Isola del Diavolo nella Guyana francese in Francia il caso giudiziario divenne motivo di divisione nel Paese: l'opinione pubblica si divise, in due schieramenti: i dreyfusards e gli antidreyfusards. I primi, intellettuali, politici e tutti coloro che consideravano l'affaire un eclatante caso di antisemitismo, di razzismo e di nazionalismo cieco; i secondi, nazionalisti, antisemiti e militari. Un ruolo importante nella formazione dell'opinione pubblica fu svolto dalla stampa: in particolare dal giornale L'Aurore, che pubblicò un articolo dello scrittore Émile Zola; si trattava di una lettera aperta al Presidente della Repubblica francese Félix Faure, suggestivamente intitolata J'accuse: una denuncia dell'arbitrio giudiziario e della manipolazione dell'informazione.

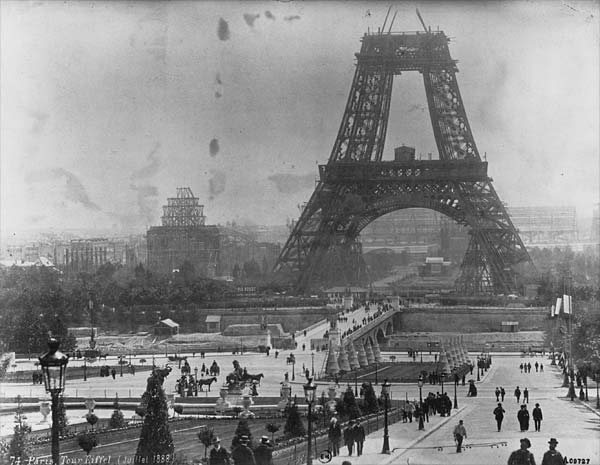
La Torre Eiffel in costruzione nel luglio 1888.

Il periodo tra la fine dell'Ottocento e l'inizio del Novecento viene spesso chiamato la Belle Époque. Benché o alle innovazioni culturali e i divertimenti popolari (cabaret, can-can, cinema, nuove forme d'arte come l'impressionismo e l'Art Nouveau), tuttavia la Francia restava una nazione socialmente e culturalmente divisa. Sul fronte internazionale la Francia era sul punto di far guerra ad altri imperi, come nel caso dell'Incidente di Fascioda dove si produsse una forte crisi nei rapporti franco-britannici. La prima guerra mondiale fu inevitabile, ma i suoi costi umani e finanziari furono catastrofici per la Francia.
Nel 1889 l'Exposition Universelle ebbe luogo a Parigi. Nello stesso tempo venne eretta la Torre Eiffel; inizialmente doveva essere demolita ma non venne più rimossa e in seguito divenne uno dei simboli di Parigi e della Francia.
Nel 1901, inoltre, l'economista Frédéric Passy, (assieme allo svizzero Henry Dunant), ricevette il primo Premio Nobel per la pace con la motivazione di Fondatore e presidente della prima società per la pace Società d'arbitraggio tra le Nazioni

### La Francia nel XX secolo (1914-oggi)

#### Prima guerra mondiale
Il 28 giugno 1914 Gavrilo Princip, un bosniaco membro del Mlada Bosna, assassinò a Sarajevo, capitale della provincia austriaca della Bosnia, l'arciduca Francesco Ferdinando, erede al trono dell'Impero austro-ungarico. Questo evento portò allo scoppio della Grande Guerra, di cui venne coinvolta, in una complessa rete di alleanze, anche la Francia.
L'Austria-Ungheria dichiarò guerra alla Serbia alla fine di luglio. Intanto stavano per mobilitarsi la Russia, la Germania e la Francia. La Germania era la nazione militarmente più preparata all'evento bellico. In seguito, come un effetto domino, la Russia dichiarò guerra all'Austria-Ungheria, la Germania dichiarò guerra alla Russia, la Francia e la Gran Bretagna dichiararono guerra alla Germania. La Germania occupò il Lussemburgo il 2 agosto 1914 e pose un ultimatum al neutrale Belgio: doveva permettere all'esercito tedesco il passaggio per invadere la Francia. I belgi rifiutarono e la Germania, in pochissimo tempo, riuscì ad occupare il Belgio.

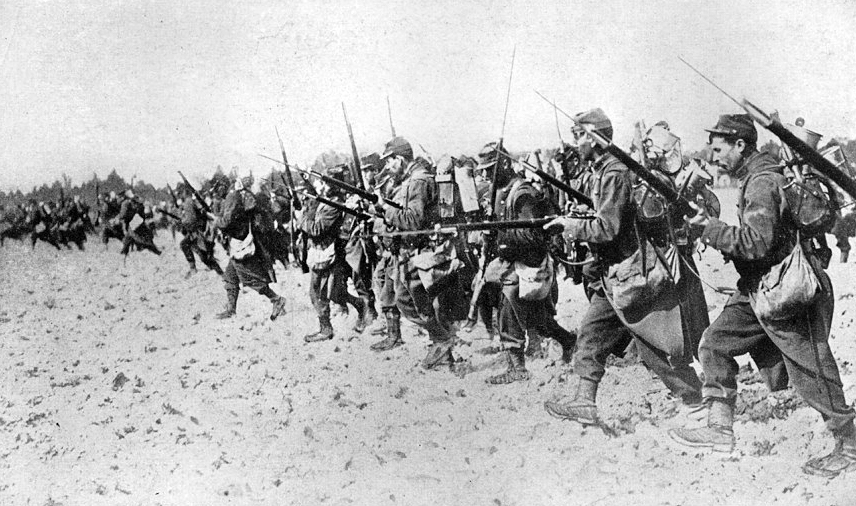
Un attacco con baionette francesi nella prima guerra mondiale

Il piano tedesco consisteva nello sconfiggere velocemente la Francia e poi, nel fronte orientale, passare all'attacco contro la Russia. I tedeschi presero Bruxelles il 20 agosto 1914. Poche settimane dopo riuscirono ad occupare una larga porzione di territorio francese nel nordest. Il piano originale prevedeva di continuare verso sudovest ed attaccare Parigi da ovest. Nel mese di settembre, l'esercito tedesco era a poche decine di chilometri da Parigi, così il governo francese fu costretto a trasferirsi a Bordeaux. Le armate dell'Intesa riuscirono a fermare l'avanzata tedesca nei pressi del fiume Marna.
Sul fronte occidentale, le prime improvvisate trincee dei primi mesi diventarono ben presto sempre più complesse, diventando il principale sistema difensivo. Il paesaggio era dominato dalla guerra di trincea, una forma di guerra nella quale entrambi gli eserciti nemici avevano linee di difesa statiche. La guerra di movimento diventò guerra di posizione. Si susseguivano attacchi e contrattacchi da ambo le parti. Nessuna delle parti avanzava molto, ma entrambe pativano numerose perdite in vite umane. I tedeschi e gli alleati dell'Intesa costruirono una lunga linea difensiva di trincee che andava dai confini svizzeri al Mare del Nord. Lo spazio tra le due trincee era definito il "territorio di nessuno", che variava a seconda del campo di battaglia (solitamente era compreso tra i 100 e i 300 metri). Il soldato comune aveva quattro armi da usare in trincea: il fucile a ripetizione, la baionetta, il fucile a pompa e la granata.
La guerra nel fronte occidentale venne combattuta soprattutto in Francia e fu caratterizzata da battaglie estremamente violente, spesso con nuovi mezzi di distruzione. Tra le battaglie combattute in Francia vi furono la prima battaglia della Marna, di Verdun, della Somme e la seconda battaglia della Marna.
Quando la Russia abbandonò la guerra nel 1917, gli imperi centrali arrivarono a controllare i Balcani e potevano riversare tutte le loro forze nel fronte occidentale. Intanto stavano entrando in guerra gli Stati Uniti, a fianco degli alleati dell'Intesa. Gli imperi centrali speravano di poter vincere la guerra prima che gli statunitensi fossero in grado di fornire aiuti ai loro alleati dell'Intesa. Nel marzo 1918 la Germania lanciò una vasta offensiva sul fronte occidentale. A maggio i tedeschi riuscirono a raggiungere ancora una volta la Marna, come nel settembre 1914. Nella seconda battaglia della Marna, gli alleati furono in grado di difendere e anche di contrattaccare. Questo successo alleato fu dovuto in parte all'esaurimento dell'esercito tedesco, in parte all'aiuto fondamentale delle truppe statunitensi. I tedeschi vennero respinti oltre i loro confini. Intanto cadevano anche l'Austria-Ungheria e l'Impero ottomano. Ai primi di ottobre venne chiesto l'armistizio.
Nel Trattato di Versailles, dove vennero presi gli accordi, fu Georges Clemenceau a negoziare per conto della Francia. Alla Germania venne attribuita la responsabilità del conflitto e dovette pagare i danni di guerra. La regione della Saarland, importante per i suoi giacimenti carboniferi e per le sue acciaierie venne occupata dalla Francia. Le colonie tedesche in Africa furono divise tra la Francia e la Gran Bretagna. L'Alsazia e la Lorena furono riconquistate dalla Francia. Inoltre la Francia riuscì ad ottenere dalla Società delle Nazioni il mandato sulla Siria e il Libano, territori ex-ottomani.

#### Les années folles
Ferdinand Foch sostenne la Polonia nelle rivolte del 1918-19 e nella guerra polacco-sovietica del 1920. La Francia inoltre aiutò la Spagna nella guerra del Rif nel 1920. Dopo il crollo della borsa di Wall Street anche la Francia soffrì la grande depressione. Léon Blum venne eletto primo ministro dal 1936 al 1937, diventando così il primo ebreo a capo del governo. Durante la guerra civile spagnola non diede supporto ai repubblicani spagnoli, data la difficile situazione interna. Negli anni venti, la Francia costruì un elaborato sistema difensivo, la linea Maginot, e di alleanze, in modo da garantirsi da un possibile attacco tedesco. Negli anni trenta molti francesi, date le massicce perdite della Grande guerra, preferirono una politica di pace, nonostante la violazioni da parte della Germania del Trattato di Versailles e delle annessioni in Austria, in Boemia e Moravia. Édouard Daladier rifiutò di dichiarare guerra alla Germania e all'Italia senza l'aiuto britannico.

#### Seconda guerra mondiale

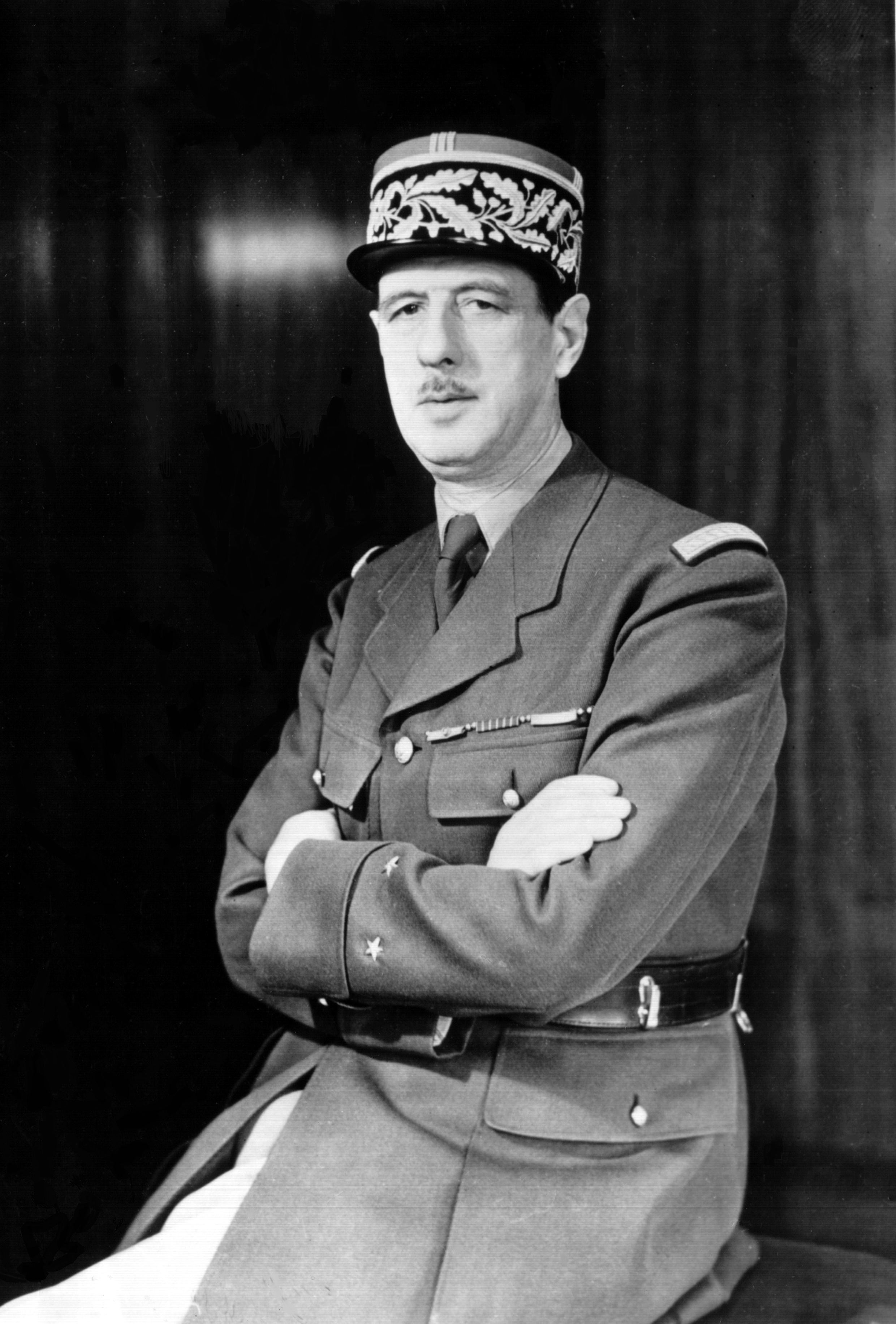
Charles De Gaulle

L'invasione tedesca della Polonia, iniziata il 1º settembre 1939, causò la reazione di Francia e Gran Bretagna, le quali dichiararono guerra alla Germania. Inizialmente gli alleati franco-britannici non lanciarono attacchi massicci e stanziarono in difesa. Intanto la Germania, con la tattica della guerra-lampo (Blitzkrieg) riuscì a conquistare la Polonia. Quando la Germania ebbe le mani libere sul fronte orientale, iniziò ad attaccare ad occidente. La battaglia di Francia iniziò nel maggio 1940. La Wehrmacht riuscì a superare la linea Maginot, marciando attraverso la foresta delle Ardenne. Una seconda armata tedesca venne inviata in Belgio e nei Paesi Bassi. In sei settimane di selvaggi combattimenti, i francesi persero novantamila uomini. Molti civili cercavano un rifugio prendendo le strade francesi. Si calcola che i profughi ammontassero a circa dieci milioni di persone.

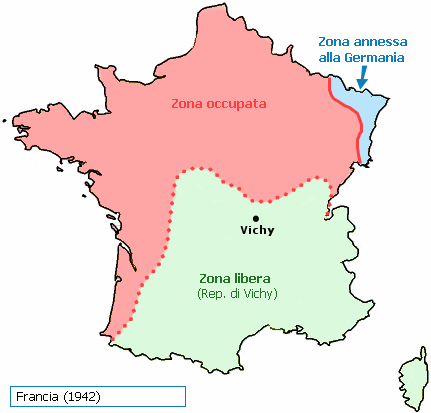
La suddivisione della Francia durante l'occupazione tedesca

I leader francesi si arresero alla Germania nazista il 24 giugno 1940, dopo che le forze britanniche ebbero lasciato il continente tramite il porto di Dunkerque. La Germania nazista occupò tre quinti del territorio francese, lasciandone il resto, collocato a sud-est, alla Francia di Vichy: Stato fantoccio collaborazionista con la Germania, venne fondato il 10 luglio 1940 e alla sua guida era Philippe Pétain, eroe della prima guerra mondiale. Nelle intenzioni doveva essere un regime provvisorio, per sovrintendere all'amministrazione francese, prima dell'eventuale sconfitta britannica, durò invece quattro anni e si impose come regime tirannico. Fu un regime nel complesso unico in tempo di guerra, perché non imposto dai nazisti, ma fondato costituzionalmente attraverso il parlamento. Comunque Charles de Gaulle si dichiarava, via radio da Londra, capo del governo in esilio, chiamando a raccolta l'esercito della Francia libera, trovando supporto in alcune colonie francesi e il riconoscimento dagli angloamericani.
Il regime di Vichy adottò politiche repressive, violente e antisemitiche di propria iniziativa, anche senza la direzione della Germania nazista. Durante l'occupazione tedesca, settantaseimila ebrei furono deportati nei campi di sterminio, spesso con l'aiuto delle autorità del regime di Vichy. Dopo l'attacco di Mers-el-Kébir nel 1940, dove la flotta britannica distrusse la maggior parte della marina francese, dove perirono circa 1100 marinai, e il bombardamento di Dakar, ci fu un'indignazione nazionale e un sentimento di disaffezione verso l'esercito francese. In seguito, diverse navi, come la Richelieu e la Surcouf si aggregarono all'esercito di liberazione. Nel fronte orientale, diversi piloti francesi combatterono contro la Luftwaffe nello squadrone Normandie-Niémen. In Francia, ben pochi si organizzarono contro l'occupazione tedesca nell'estate del 1940. Il numero di oppositori crebbe quando il regime di Vichy mostrò il suo vero volto e la sconfitta della Germania nazista stava diventando realtà. Alcuni oppositori formarono il movimento della Resistenza. Le più importanti figure della Resistenza francese furono Jean Moulin, torturato poi da Klaus Barbie (il macellaio di Lione). La crescente repressione culminò nella completa distruzione del villaggio di Oradour-sur-Glane, all'epoca dello sbarco in Normandia. Ci furono anche francesi che si aggregarono alle SS; nel 1944 venne creata da elementi volontari francesi la Divisione Charlemagne, impiegata fra l'altro nella difesa di Berlino nella primavera del 1945.
Anche riconoscendo l'estensiva collaborazione, lo storico britannico Simon Kitson ha dimostrato che il regime di Vichy si impegnò a fermare le unità tedesche che operavano nella zona libera. Furono arrestate 2000 spie, ed alcune addirittura giustiziate. Ciò dimostra che il regime di Vichy voleva preservare la sua autorità.

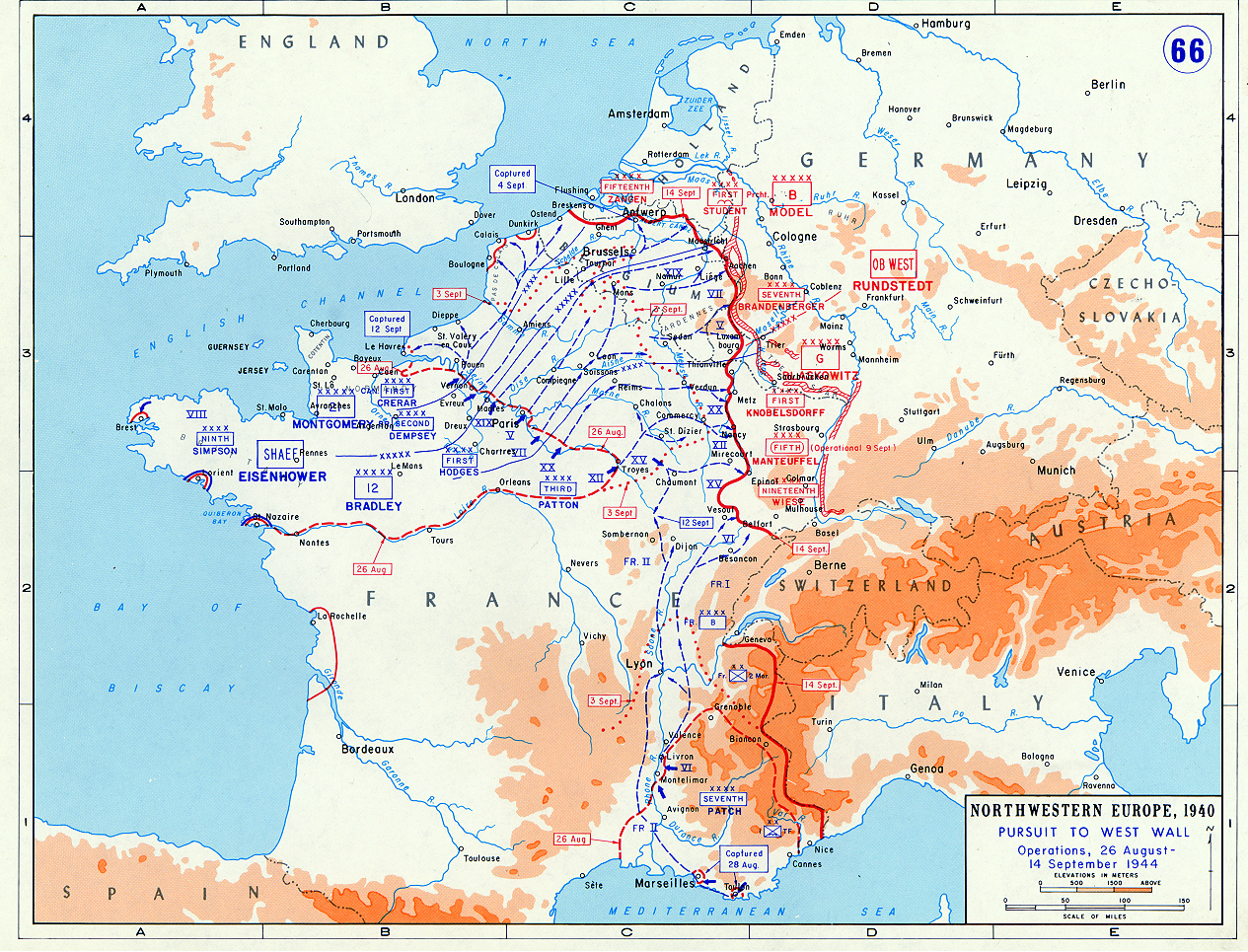
Mappa delle campagne di liberazione della Francia (1944)

Nel novembre 1942 la Francia di Vichy venne occupata dalle armate tedesche, perché la guerra in Nordafrica stava per essere perduta.
Il 6 giugno 1944 gli alleati angloamericani lanciarono, in Normandia il D-Day. Successivamente il 15 agosto sbarcarono in Provenza (assieme a 260.000 uomini dell'esercito francese B). Il generale Leclerc liberò Parigi e Strasburgo e più tardi, assieme la nave Richelieu, rappresentò la Francia a Tokyo durante la resa del Giappone. Tra il 1944 e il 1945 furono reclutati più di trecentomila uomini per combattere i tedeschi.
La Francia venne liberata dalle forze alleate nel 1944. Il giorno in cui la Germania si arrese, l'esercito francese fu implicato nel massacro di Sétif e Guelma in Algeria.

#### Guerra fredda e Quarta repubblica
Dopo un iniziale periodo di governo provvisorio inizialmente diretto da Charles de Gaulle, venne emanata una nuova costituzione il 13 ottobre 1946, con la quale venne fondata la Quarta repubblica sotto una forma di governo parlamentare, controllata da una serie di coalizioni. Vincent Auriol (1947-1954) il primo presidente della Quarta Repubblica. Ad Auriol succedette René Coty (1954-1958). La costituzione del 1946 creò anche l'Unione francese, ma durante i successivi sedici anni, l'impero coloniale francese si disintegrò.
Lo Stato di Israele venne fondato nel 1948, la Francia fu almeno inizialmente, un fiero sostenitore dello Stato israeliano, anche con la fornitura di armi nella guerra arabo-israeliana. La Repubblica francese aveva bisogno di allearsi con Israele per assicurarsi il Canale di Suez da eventuali minacce in un periodo in cui era forte l'impulso alla decolonizzazione.
In Indocina il governo francese fu impegnato contro i ribelli comunisti dei Viet Minh. La Francia perse le colonie indocinesi durante la prima guerra d'Indocina nel 1954, dopo la battaglia di Dien Bien Phu. Il Vietnam venne diviso in due stati, mentre la Cambogia e il Laos diventarono indipendenti. La Francia lasciò l'Indocina, per venire rimpiazzata dagli Stati Uniti, i quali furono impegnati nella seconda guerra d'Indocina.

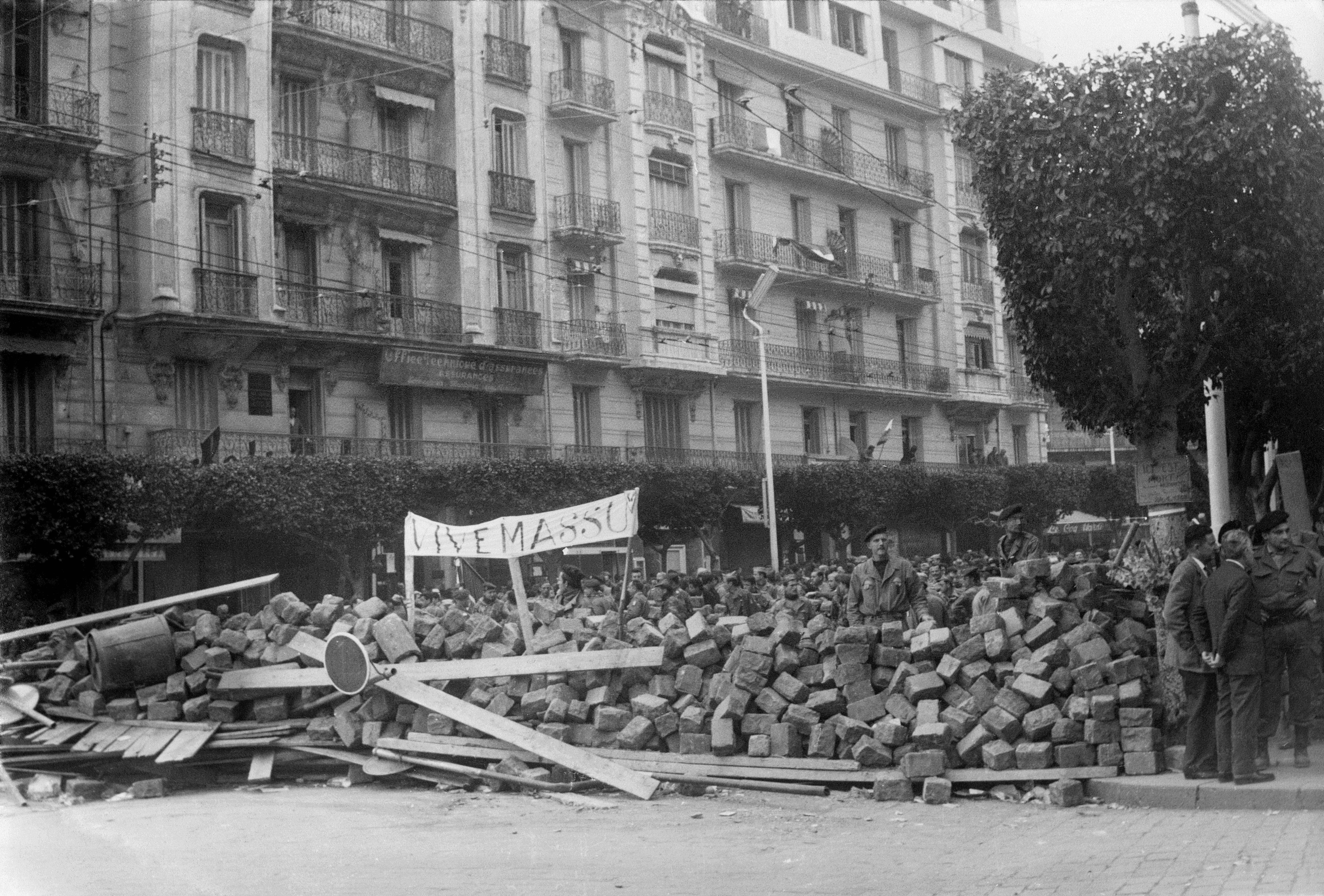
Le barricate ad Algeri nel 1960.

Nel 1954 scoppiò la guerra d'Algeria: fu un lungo periodo di scontri urbani, attentati, guerriglia e repressione che segnò la fine della presenza coloniale francese in Nordafrica e si concluse con l'indipendenza dell'Algeria. Il conflitto vide opporsi l'esercito francese e i francesi d'Algeria da un lato e il Fronte di Liberazione Nazionale (FLN, Front de Libération Nationale) assieme ad altri gruppi indipendentisti dall'altro. La resistenza fu innescata dal FLN nel 1954. Due anni dopo avrebbe avuto luogo il ritiro francese dalla Tunisia e dal Marocco.
Nel 1956 un'altra crisi investì le colonie francesi, questa volta in Egitto. Il Canale di Suez venne costruito dal governo francese; il 56% delle azioni apparteneva alla repubblica francese, tramite la Compagnie universelle du canal maritime de Suez. La Gran Bretagna, che aveva acquistato le quote egiziane da Isma'il Pascià era la seconda possidente del canale prima della crisi. Il presidente egiziano Gamal Abdel Nasser, nel 1956, nazionalizzò il canale, nonostante l'opposizione di Francia e Gran Bretagna. La Francia e la Gran Bretagna attaccarono l'Egitto e stipularono l'alleanza con Israele. Israele attaccò da est, la Gran Bretagna da Cipro, la Francia dall'Algeria. L'Egitto, lo Stato arabo più potente all'epoca, venne sconfitto in pochi giorni. Questo evento causò un'ondata di forte indignazione nel mondo arabo e l'Arabia Saudita mise un embargo sul petrolio diretto in Francia e in Gran Bretagna. Il presidente degli Stati Uniti Dwight D. Eisenhower obbligò a un cessate il fuoco, poiché minacciò di vendere tutte le sterline per mettere in ginocchio l'economia britannica. L'esercito britannico venne ritirato dal conflitto e Israele, avendo interessi nella regione del Sinai, lasciò la Francia da sola in Egitto. Sotto forti pressioni, il governo francese alla fine evacuò le sue truppe da Suez. Questa fu una grave sconfitta per la Francia e le minacce americane indignarono la popolazione francese.
Questa crisi tra le relazioni tra Francia e Stati Uniti, portò all'abbandono, da parte francese, del comando militare della NATO nel 1966. Un'altra conseguenza fu che la Francia perse i suoi interessi geopolitici nella regione; questo significò che l'alleanza con Israele stava terminando. Il generale de Gaulle, che venne eletto nel 1958, fece della Force de frappe, cioè la deterrenza nucleare, un compito prioritario per la difesa francese. La Francia adottò la dottrina della dissuasion du faible au fort (dissuasione del debole sul forte), ossia la prospettiva strategica che un attacco da parte sovietica avrebbe comunque significato la totale distruzione per entrambe le parti.

#### Quinta repubblica
Il 5 ottobre 1958, quando era in corso ancora la guerra d'Algeria, venne approvata la nuova Costituzione, nella quale il sistema parlamentare veniva rimpiazzato con quello semipresidenziale.
Charles de Gaulle sfruttò la crisi per creare un nuovo Governo francese in cui la figura del Presidente avesse molti più poteri che in precedenza. Il 28 settembre 1958 vi fu un referendum popolare, e il 79,2% dei votanti appoggiò le modifiche costituzionali proposte da De Gaulle.
Il Presidente era inizialmente eletto da un collegio elettorale, ma nel 1962 De Gaulle propose che venisse eletto direttamente dai cittadini con lo strumento del suffragio universale; anche tale modifica costituzionale venne approvata con un referendum il 28 ottobre con li 62% dei consensi.
A de Gaulle successero Georges Pompidou (1969-1974) e Valéry Giscard d'Estaing (1974-1981). Nel 1981 arrivò all'Eliseo il socialista François Mitterrand, poi rieletto nel 1988.
Dal 1970 sono stati apportati alcuni cambiamenti alla Costituzione francese del 1958: sono state rimosse le parti in cui si parla della "comunità francese" in quanto era ormai scomparsa.
Nel maggio 1968 anche la Francia veniva toccata dalle rivendicazioni studentesche, in campo educativo, sessuale e lavorativo (il Sessantotto e il maggio francese).

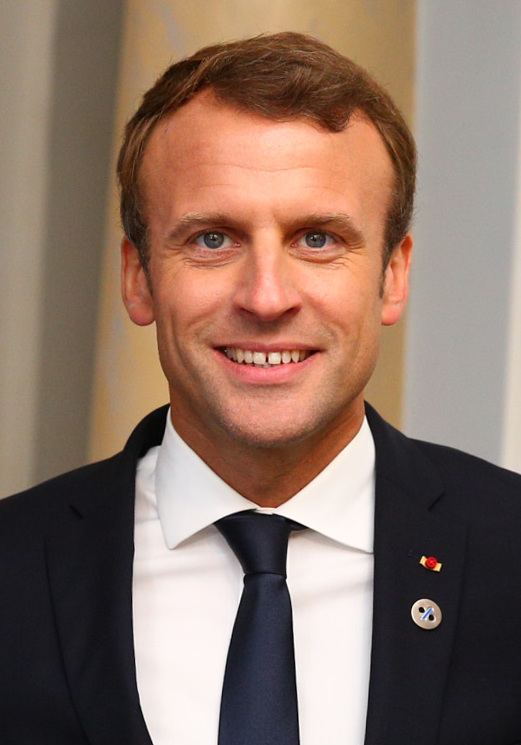
Emmanuel Macron, presidente della Repubblica francese dal 2017.

Dopo la caduta del muro di Berlino, si ridussero le potenziali minacce alla Francia. La Francia così ridusse le sue capacità nucleari e abolì il servizio di leva nel 2001. Nel 1990 la Francia di François Mitterrand, con l'Opération Daguet partecipò alla Guerra del Golfo contro l'Iraq.
Nonostante la fine della guerra fredda, la Francia dovette affrontare la guerra al terrorismo. Nel 1994 il volo Air France 8969 venne dirottato da terroristi islamici con il possibile intento di schiantarlo su Parigi, ma grazie al pronto intervento della GIGN a Marsiglia, dove l'aereo fu posto a terra, il dirottamento fu un fallimento. Altri attacchi terroristici culminarono con le bombe alla metro di Parigi nel 1995.
Negli anni novanta la Francia promosse lo sviluppo dell'Unione europea. Nel 1992 la Francia ratificò il Trattato di Maastricht. Nel 2002 l'Euro rimpiazzò il Franco francese. Jacques Chirac divenne presidente della Repubblica il 17 maggio 1995.
Nel 1999 le truppe francesi furono impegnate nella crisi in Kosovo. Nel 2001 la Francia contribuì a far cadere il regime talebano in Afghanistan, prendendo parte alla guerra in Afghanistan fin dall'inizio partecipando all'Operazione Enduring Freedom e alla missione International Security Assistance Force; tuttavia si oppose, in maniera assai vivace, all'intervento in Iraq, sostenendo argomenti che, dopo diversi anni dal rovesciamento del regime di Saddam Hussein, si sono rivelati realistici e fondati.
Jacques Chirac venne rieletto nel 2002, battendo al ballottaggio il leader del Fronte Nazionale Jean-Marie Le Pen.
Nel 2005 la Francia venne colpita dalle rivolte delle banlieue, a seguito della morte di due ragazzi di origine africana.
Nel 2007 venne eletto Presidente della Repubblica l'ex ministro dell'Interno, e rivale di Chirac, Nicolas Sarkozy.
Nel 2008 la Francia fu uno dei primi stati a riconoscere l'indipendenza del Kosovo.
Nel 2012 Sarkozy si candidò per la rielezione ma venne sconfitto dal socialista François Hollande, sostenitore di una politica di crescita sociale in contrasto con la politica di austerità voluta da Sarkozy e dalla cancelliera tedesca Angela Merkel.
Tra il 2015 e il 2016 la Francia è stata teatro di numerosi attacchi terroristici a sfondo islamista che hanno visto coinvolte diverse città in tutto lo stato e che hanno provocato in totale oltre centinaia di morti, portando perciò il presidente Hollande all'instaurazione di uno stato di emergenza.
Nel 2017, dopo la rinuncia di Hollande di ricandidarsi per un secondo mandato, viene eletto presidente Emmanuel Macron.